# SDガンダムフルカラー劇場
『SDガンダムフルカラー劇場』（エスディーガンダムフルカラーげきじょう）は、あずま勇輝の漫画作品。アニメ『機動戦士ガンダム』をはじめとする「ガンダムシリーズ」のうち、「SDガンダムシリーズ」に属するギャグ漫画作品。講談社の児童向け漫画雑誌「コミックボンボン」において、1997年11月号から2007年12月号（最終号）まで連載された。ボンボンの休刊に伴って一旦休止となり、2008年発売のテレビマガジンまんが増刊号「テレまんがヒーローズ」にて再開。それに合わせてタイトルロゴのみ『SDガンダムフルカラー劇場TM』に変更され一旦は続けられたものの、5号2009年夏号で終了した。単行本11巻で描き下ろしが掲載された。
2006年1月号よりボンボンの誌面が大判化され、多くの作品が終了した中、休刊まで連載が続けられた数少ない作品。
2016年10月から12月にかけて新装版が発売。それぞれ春、夏、冬休みに分類されている。
連載開始当初は『SDガンダムくろにくる くるくる劇場』という題名であったが、これは連載開始当時のコミックボンボンでガンダムの映像作品を紹介する『ガンダムクロニクル』というコーナーがあったためである。当初は同企画内の1コーナー扱いであり、第1回はあずま個人ではなく「レイアップ」名義での掲載だった。1998年1月号から『SDガンダムくろにくる 』に改題され正式に連載作品扱いとなった。タイトルが『SDガンダムフルカラー劇場』となったのは1998年5月号からである。

## 概要
極めて大量のSDガンダムのキャラクターたちが多くの騒動を繰り広げるギャグ漫画。ガシャポンの商品「SDガンダムフルカラー」を題材としており、各回に登場するキャラクターは掲載時期に発売される商品のラインナップが中心になる（ボンボンの付録や応募者プレゼントといった非売品も含まれるため、掲載時に読まないと分かりにくいネタもある）。主として4コマの体裁をとっているが、極まれにストーリー形式のコマ割にもなる。
必然的に回を重ねるごとにキャラクターの数が増える傾向にあり、それに加えて商品化されていない人間のキャラクター（大抵は原作のヒロイン等）も登場しており、膨大なキャラ数を誇る（9巻までの時点で243人）。作者でさえその全貌を把握するのは容易ではなく、ラインナップに入っているキャラを出し忘れるというハプニングも何度かあった。
また、本作に登場しているガンダムTHE ORIGIN、ガンダムSEED ASTRAY等のKADOKAWA出展のガンダムシリーズの機体は、ラインナップに入っているが、講談社（コミックボンボンや少年マガジンなど）にて漫画化されたガンダムシリーズ以外のモビルスーツは扱えないという理由（THE ORIGIN版ガンダムが「大人の事情」と発言）により、主に背景での登場ということになっている（クロスボーン・ガンダムに限り、F91の夢の中で大暴れという例外がある）。
連載初期は各作品の原作における組織間の対立が主に展開されていたが、次第にそのような対立はそれぞれの原作のキャラが初登場した時くらいしか再現されなくなった。戦闘の機会も減り、代わりに日常の風景や季節ごとのイベントなどがメインとなっている。
誤解のないように追記しておくと、本作は「SDガンダムフルカラーという商品を題材とした漫画」であり、決して作品自体がフルカラーで描かれているわけではない（ボンボン掲載時にカラーだったのは、表紙を除くとわずか4ページだった。また下記の記念漫画も、WEBに掲載されているもののみフルカラー）。それを逆手にとって扉絵が塗り絵になったこともある（一巻参照）。
単行本9巻の発売を記念してボンボンホームページ内のおもしろ群島やSDガンダムフルカラーカスタムのホームページで、記念漫画が期間限定で公開されていた（現在は終了している）。また、記念漫画は9巻にも掲載されており、更に単行本でしか見られないおまけページもある。
単行本7巻以降はカバー裏に書き下ろしの漫画が掲載されている。
単行本4巻での内容において、ワンダースワンカラーでのゲーム登場が発表されていたが、実際はこの作品主体のゲームでなく、いくつかのキャラがSDガンダム オペレーションU.C.へアイテムとなってゲスト登場する形だった。

## 舞台設定
初期は地球や宇宙空間が舞台になったこともあるが、次第にスペースコロニーの内部が舞台になる話が多くなっていった。文化や生活習慣は、主に日本のものが反映されている。また、ざふとの面々が2006年の年賀状について話し合うエピソードも描かれていることから、時代設定は「現代」（つまり連載時と同一時期）のようである。
なお、単行本第1巻ではガンダムたちが映画館で『新機動戦記ガンダムW Endless Waltz 特別篇』を観ているが、その後本作に登場したウイングたちとこの映画との関係については一切言及されていない。

## 主な登場キャラクター
本作におけるモビルスーツ・モビルアーマー等は、大抵のSDガンダムを題材にした作品と同様に人間が操縦する兵器ではなく（後述のスターゲイザーを除いて）、殴れば血が出る包帯で止血する、喜怒哀楽の感情を持ち飲食するなど、外見こそSD化したものの、その他を擬人化した、人間とほぼ同等の存在のように描かれている。設定上はあくまでも機械であるらしいが(スターゲイザーを除いて)その辺り各自とも認識しておらず、なおかつ各自の個人設定に関与して「モビルスーツやモビルアーマーと人間が血縁関係にある」という設定が登場する。このような生い立ちや肉親、生理機能等に突っ込むのはキリがないので劇中ではタブー視されており、ガンダム達の存在についてあえて深く突っ込まないでほしいと原作者は作画している。
登場しているモビルスーツ・モビルアーマー、及び所属組織等の本来の設定を確認したい方は、それぞれの欄を参照。

### 『機動戦士ガンダム』より

#### れんぽー（FG）
ガンダム
本作品の主人公。作者いわく「さっぱり慕われないリーダー格」。濃いキャラが増えるにつれツッコミ役に回ることが多くなり、次々とガンダムタイプのキャラが登場する中、基本的には“元祖”として一目置かれている。しかしぞんざいな扱いをされることも少なくない（時折、後輩に容赦がない）。一応ニュータイプだが、その能力が発揮されることは少なく、事態が混乱して収拾がつかなくなると暴走することがある。逆襲のシャア編で幽霊になった経験から、お化けの類はあまり怖くないらしい。みねばの発言によるとアルコール入りの飲み物が飲めない。
ララァに対して片想いをしていたが、「逆襲のシャア」編を経て諦めの境地に達している（学園祭での本人談）。シャアとララァが結婚式を挙げたときも二人を素直に祝福した。GP02が読者の女の子に人気があると知りふて寝するなど、恋愛要素の含まれる話の時は基本的に機嫌を悪くする。妹であるアレックスの行動に恋愛じみたものを感じると、激しく動揺する。
行動力があり、運動会などのイベントの指揮を行ったり、文化祭をやりたいがためにシャアと二人だけで二階建ての学校（グランド・体育館・プール付き）を建てたりしている（ただしその後は大体人任せにしている）。
誌上人気投票では、第1回3位、第2回2位、第3回1位と、主人公らしく高い人気を得ている。
RPG編では主人公の勇者として登場。ほとんど何もしないまま終わることが多い。パーティメンバーの中で一番レベルが低かったが、最終的にレベル90以上になった。
下記のように多彩な変化が行える。また、ラインナップの都合で首が外れたり、内臓（コア・ファイター）が飛んだり、身体が縮んだり、輝いたり、クリアカラーになったりした。変身体の数が増えてきたため、シャア同様にTPOで姿を変えているが、シャアと同類に思われるのは心外らしい。
G-3ガンダム
原作ではガンダムとは別の機体だが、本作では単にボディカラーを塗り替えただけである。
フルアーマーガンダム
重武装バージョン。第3回運動会ではウイングゼロカスタムと共に準備運動に参加しただけで、フルアーマーになった意味がなく落胆した。第4回運動会ではシャアのキック対策として青色の同装備を着けたが結局蹴り飛ばされた。
ガンダム（THE ORIGINバージョン）
ほんの少しだけ登場したが、全身像は大人の都合で描かれず。
高機動型ガンダム
高機動型ジオングと共に登場。シャアいわく今までと一味違うらしいが、他に騒動が起こっていたため目立たなかった。更にダブルゼータにコガという不名誉な略称を付けられた。
ガンダム（Bパーツ装備）
後述のGファイターとの合体形態のうちのひとつ。シャアに「ロングスカート」、「スケ番」、「ヘンな上げ底」などと呼ばれた。
Gスカイ
Gファイターとの合体形態のうちのひとつ。戦闘機。中身のコア・ファイターが露出しているため「空飛ぶ内臓」と呼ばれた。
Gブル
Gファイターとの合体形態のうちのひとつ。戦車。ボディ断面が露出している。使用されていない下半身が自分の意思で歩けることが発覚し、ちょっとした怪奇現象となった。
ディジェ
えうーご（Ζ）を参照。
νガンダム
れんぽー（逆シャア）を参照。
アムロ・レイ
表紙裏のおまけ漫画で1コマだけ、パイロットであるアムロの姿になったが、シャアに「そんな喋りのアムロがいるか」と突っ込まれた。
ガンキャノン・きゃのっ八（きゃのっぱち）（108号機）
ガンダムの相棒。ガンダムとは長い付き合い。ガンダム系のMSと違って目が描かれていないため表情は判断しづらい。
初期はボケキャラの一面もあったが、次第に常識人になっていき、ツッコミ役が定着した。きゃの九と一緒にじおんの大群を簡単に全滅させるなど、戦闘能力は結構高い。怖いもの見たさでホラー関係の本やDVDなどを結構持っている。
兄弟そろって地味なのを気にしているが、濃いキャラで満ち溢れた本作において貴重な「普通の人」。
1コマだけオリジンの姿になったが、顔しか描かれなかった。
RPG編では拳闘士の兄弟として登場。
ガンキャノン・きゃの九（きゃのきゅう）（109号機）
生き別れになっていたきゃのっ八の弟。外見はきゃのっ八とほとんど変わらないため、きゃのっ八は「108」、きゃの九は「109」と胸に書いている。
登場初期は異様に強い兄弟愛で周囲を呆れさせていた。
初登場時ガンダムは、この兄弟のネーミングの奇怪さをしきりに気にしていた。なお、一から七までと十以降はいないらしい。
RPG編では拳闘士の兄弟として登場。
ガンタンク
肩のキャノンの威力と砲撃頻度が異常に高いため、本作においては最強クラスのキャラクター。連載初期はガンタンクの（敵味方を問わないうえ、女子供でも容赦しない）砲撃がオチという話も多かった。キャラが増すにしたがって、自然と出番が減っていく（それにつれて人気投票の順位も少しずつ下がった（1位→6位→9位））が、てぃたーんずや新生ねおじおんのMSの大群を一撃で吹き飛ばすなど、新型モビルスーツにも負けない実力を発揮している。本来は陸戦用だが宇宙空間でも通常行動が可能。初期はカナヅチだったが、アレックスの猛特訓によってバタフライを体得するほどに上達した。
言動が幼く設定されており、彼の台詞はほとんどがひらがなで表記される。アレックスやメタスからは「たんくちゃん」と呼ばれている。怖いものが苦手なため、ガンダムデスサイズが苦手。ウイングガンダムとは「ばくはつらいばる」らしく、第三回運動会では彼へのリベンジに燃えた。マスターガンダムと友達という意外な関係もある。
1コマだけオリジンの姿になったが、ガンキャノン同様、顔しか描かれていない。
RPG編では白魔法使いとして登場。その職に就いたのは「ふっとばす⇔かいふくさせる」という無限ループを繰り返すためらしい。また「突発性高熱フロムキャタピラ症候群」といううさんくさい名前の病気にかかったことがある。
ジム
ガンダムの弟分。量産機であるため兄弟が多い。初登場時は大挙して現れたが収拾がつかなくなり、それ以降、主に代表の一人が出演する。いつも同一人物かは不明。
原作同様やられ役。後輩にまで「弱そう」と言われる始末である。「いじめてオーラ」を放出しているため、初期はじおんのモビルスーツによくいじめられていた。現在はそうでもなくなったが、異常や脅威に対しておびえるところは変わっていない。
ボール
原作ではやられ役だが、本作ではジムより強く、「逆襲のシャア」編では潜入してきたねおじおんの新型を二体吹き飛ばしたりしている。ジムにすら弱そうと思わせる外見だが、迂闊（うかつ）に近づいたジムは得体の知れない恐怖を味わうこととなった。基本的に無口だが、「考えことがある」と言っていたらしいので一応しゃべることができるようである。
中身が蚊取線香だと思われる場面があったり、マトリョーシカ人形のような入れ子構造になっていたりと謎が多い。
ミデア
連載初期の頃に少し登場。後にドムとの原作のシーン（ドムがミデアのブリッジを叩きつけるシーン）の再現のために出演。
ホワイトベース
ガンダム達れんぽー勢の戦艦であり居住区。自動ドアが手動で開いたり、炬燵があったり、天井裏があったりと、あまり戦艦らしい代物ではない。もちろん、戦闘を繰り広げることもない。旧式らしく、GP03とV2に「おじーちゃん」と言われたことがある。
一応自我を持っている。シャアの「ホワイトベースに自分と同じ角（アンテナ）を取り付け、赤く塗装し、シャア専用ホワイトベース（レッドベース）にしてみたい」という提案を、一瞬だけ「ちょっといいかも」と思った。
運動会を、ムサイと共に父母（？）席で観戦したことがある。
Gファイター
ガンダムが使用する乗り物。初登場時はガンダム達よりかなり大きく、空を飛べるはずなのに地上を走行していた。
ガンペリー
輸送機だが、飛行する場面はなかった。ラインナップの都合上ガンダムが突然小さくなった時、きゃのっ八がガンダムを強引に中に押し込め（これによりガンダムは一時的に両肩を脱臼。これはその時のSDガンダムフルカラー商品のパロディ）、そのままの状態で次の回まで放置された。
ガンタンクが入ろうとしたり、きゃの九が五右衛門風呂にしようとしたり、挙句には現実で作者の足の親指にはめられたり、といろんな目に遭っている。
フラウ
連載初期に水たまりを前に困っているところにアッガイがアッガイ橋で助けに来たが、スカートの中がのぞかれることに気付き、遠回りした。
セイラ
シャアの妹。
本人より先に、容姿が酷似した性格の悪い泉の女神が登場したが、作者いわく彼女とは別人らしい。
文化祭の喫茶店で男装した時は、いわゆるヅカ系の美しさに劇中の女性キャラはときめいていた。更に喫茶店を荒らそうとしたアビスガンダムを、ビンタと原作の名ゼリフで追い出している。
原作のようにガンダムと絡むことはほとんどなかった。
小さいころはわんぱくで、シャア本体をヨーヨーにして遊んでいた。
RPG編ではHPを回復させる森の泉の女神として登場。しかし、ガンダム達がレベル上げの際に何度も立ち寄って空腹も満たしていった結果、料理の腕までが格段に上がったようである（最初はおにぎりしか作れなかったものの、最終的には寿司50貫を苦にもせずに握るまでになった）。

#### じおん（FG）
れんぽーの敵対組織であったが、運動会を行う仲でもあり、いつの間にかお中元などをやりとりする関係となっていた。
てぃたーんず登場時に「じおんはこの前潰れた」という台詞が出たが、その後も何事もなかったかのように存続している。
またボンボン本誌のカラーページで「ねおじおんの登場で、じおんは潰れてしまった」と表記されたが、漫画ではその後も存続し続けている。
ねおじおんの結成について、末端の構成員には話がまったく通っていなかったらしく、キュベレイの宣言をTV中継で視聴した量産機たちは、ザクを筆頭にコタツをひっくり返し、不平不満を叫んで荒ぶっていた。
シャア
ガンダムのライバル兼相方。ララァを巡っての恋敵でもある。じおんでの階級は大佐（初期に少佐から昇格した）。
当初はガンダムやれんぽーにいやがらせをする敵キャラとして描かれていたが、戦いなどの要素がほとんど消えうせた中期以降は何かとガンダムと協力関係にあり、よくホワイトベースに遊びに来てはくつろぐようになった。が、心の底では互いに忌み嫌い合っている。
当初目標としていた「打倒れんぽー」に関しては現在はどうでもよくなっているようだが、ホワイトベースを自分専用（赤く塗装して角を装着）にしようと企んでいる。ガンダム同様「逆襲のシャア」編以降はお化けに恐怖をさほど感じなくなったらしい。船の操縦免許を持っている（本人いわく、戦艦であるムサイの操縦より簡単らしい）。
ララァとは相思相愛で、初期はガンダムと奪い合いになることもあったものの、ボンボン最終号でようやく結婚した。
RPG編ではサザビーの姿でジオン帝国の大魔王として登場。
ガンダム同様数多くの姿を持ち、TPOで自在に容姿を変えるため、彼の「着替え」はキャラクターとして最大の特徴の一つだった。実は本体は目玉（モノアイ）のみで、身体ごと着替えている（本体は日焼けし、皮が剥ける）。またザク・ズゴック・ゲルググ・ジオングの4人（ガンダムの夢の中でのみキャスバル専用ガンダムも含めた5人）に分裂することができるが、一人分の戦闘力が均等に分けられるか戦闘力が一人に偏ってしまう。初期は姿に応じて「シャアザク」「シャアズゴック」等と呼ばれていたが、あまりにも頻繁に姿が変わるため、中期以降はどの姿でも「シャア」と呼ばれるようになった。機体色は赤が基本だが、他のキャラクターに「たらこ色」「すあま」などと呼ばれたことがある。
変身形態が多いため、人気投票では票が分散してしまった（第1回人気投票では全ての形態への票を合わせると実質4位だった）。大事なもの（後述の角）を一時期失って以降の人気投票では結果に寛大になっている。
シャア専用ザク
連載初期のシャアの形態で、現在ではシャアの基本形と言える（本人も「この姿は落ち着く」と発言したことがある）。第3回人気投票ではこの形態だけで10位にランクインするなど、全形態の中でも読者の印象が特に強いことがうかがえる。
原作同様「通常のザクの3倍のスピード」で、「赤い彗星」と呼ばれている。昔は暴走族に入っていたことがあり、スピード狂だったらしい（本人いわく「若さゆえの過ち」）。とび蹴りの威力はすさまじく、ノーマル形態のガンダムはもちろんフルアーマーガンダムでさえも遠くへ蹴っ飛ばせる。
自分の象徴である角が折れると、人格崩壊をおこし気絶する。さらには体が透け始める。
シャア専用ズゴック
通称「シャズゴ」。シャア専用ザクが太ったことによる突然変異で変化した形態。部下のザクも同様にズゴックに変化したため、「ザクが太るとズゴックになるのか」という疑問が生じた。
水陸両用なので水中でも行動できるが、その様子をガンダムが蛙に例えたことがある。
頭部からミサイルを発射できるが、間違って「みそ」を発射してしまうことがある。
シャア専用ゲルググ
通称「シャゲル」。シャア専用ズゴックが脱皮して現れた形態。初登場時にガンダムから「こんな変態生物がライバルだなんてイヤー！」と言われた。またクリスマスの時に、「外見がソレっぽいから」との理由で赤鼻のトナカイの格好をさせられた（角と赤い鼻をつけられた）。
ジオング/パーフェクトジオング/高機動型ジオング
シャア専用ゲルググが、ガンダムにララァを傷つけられたこと（その時本人は死んだと思っていた）による怒りとマジカルパワーで誕生した形態。
足をつけることでパーフェクトジオングになれる。高機動型になったときは、ガンダム同様ダブルゼータにコジという不名誉な略称をつけられた。
シャア専用リック・ドム
｢黒い三連星｣にちなんで「赤い一連星」などの別名を考察したが、結局は「赤い彗星」のままになった。
キャスバル専用ガンダム
シャアがイメチェンした結果誕生した形態。ガンダムが初めて見たときはドッペルゲンガー扱いされた。
シャアの姿の中で、唯一目があり、表情が最も豊かに描かれる形態。
シャア専用ザズゴググング
本作オリジナルのモビルスーツ。ザク・ズゴック・ゲルググ・ジオングの4人に分裂した後に"紆余曲折を経て落ち着いた"形態。ザクの頭と胴体、ズゴックの腕、ゲルググの後頭部、ジオングの角と脚を持つ。名前もこれらの形態のものを混ぜ合わせたもので、自己申告したが、ガンダムには呼ぶことを拒否された。
シャア専用ザズゴググングム
本作オリジナルのモビルスーツ。ガンダムの夢の中でシャアとララァの共同作業によって誕生した形態（こちらも「上記の4人とキャスバル専用ガンダムが合体した」という説明はない）。ザズゴググングに更にガンダムの頭部アンテナが付いている（ただし、ガンダムの角を書き忘れられることがある）。ガンダム達の数倍の大きさがあり、モノアイ部分にララァがいる。
リック・ディアス/百式
えうーご（Ζ）を参照。
サザビー
ねおじおん（逆シャア）を参照。
ザク
じおんのモビルスーツ。
ジムと同じく機動戦士ガンダムを代表する量産型のザクは、全員兄弟らしい。量産型だが、霊感の有無や体質など様々な個体差がある。他にもクラッカーやマゼラトップを装備したザクもいる。
本来は地上用だが宇宙空間に出たがっていたグフに金魚鉢を被せる、シャアに鼻型バルカンを付ける、など初期は上司に酷い対応をすることもあった。
1コマだけオリジンの姿になったが、大人の都合により簡略化された姿で描かれた。
旧ザク
じおんの歴戦の戦士。年齢はかなり高齢に設定されている。いつも鍛錬を欠かさない。キーボードのブラインドタッチが非常に速い。
度々サンタになって多くのキャラの元を回るが、配るのは切り餅である。ただし子供にはしっかりおもちゃを配っている。
グフ
陸戦用モビルスーツ。ヒートソードで顔面を火傷したり、挙句の果てには家が全焼したりと不幸な目に遭ったことがある（自業自得といえるが）。
最近では妻のハモンと一緒にモニターで若手（主にSEED勢）の様子を見ている。
RPG編では侍姿でガンダム達の行く手を阻んだ。また第3回誌上人気投票ではこの姿で多少票を獲得している。
黒い三連星（ドム）
ガイア（次男）、オルテガ（長男）、マッシュ（三男）の3人組（「次男のオレが踏み台に」っという台詞が登場している）。この漫画では兄弟らしい。
一度は原作通りに踏み台にされてジェットストリームアタックを破られたが、その後、ガンダムを逆に踏み台にして恨みを果たす。
連載初期ではジムをいじめていることが多かった。
代表で一人（大抵はガイア）しか出てこないことも少なくない。
下積み（すなわち新兵）時代は3人とも黒い高機動型ザクだったらしい。
1巻のバレンタインデーの時に彼らの家の前に犬が行き倒れていたが、チョコをもらえないオルテガがチョコと思い込んで（現実逃避して）食べようとしていた。
ゴッグ
水陸両用モビルスーツで、水中（特に海）をこよなく愛している。その愛情の深さは時にポエムとして表現される。しかし秋になると海が冷たくなって入れないため情緒不安定になり、通り魔となってすれ違いざま何人かを手に掛けることがある。
アッガイ
初登場時、「アッガイの橋」と称して強制的にガンダムを自分の頭の上を渡らせて、金をぼったくる。腕が異様に伸び、背中を自分で掻くことができる（他のモビルスーツは手が短すぎて掻くことができない）。モノアイが360度自由に動くため、本人いわく死角がない（が、360度全てをいっぺんに見渡せるわけでもない）。
ララァ（ララァ専用モビルアーマー）
シャアの恋人。ガンダムからも好意を寄せられていたが、当人はセイラが初登場した時点で既にシャアとの結婚を意識していた。シャアのどの変身形態よりもシャア本体そのものが一番好きらしい。またシャアの変身形態の中ではキャスバル専用ガンダムの姿が一番格好いいと発言している。
独特の感性を持つため不思議がられることも多いが、基本的に良識派であるため、周囲からは普通に受け入れられている。また、秘技“なんでもビットの術”であらゆる物体を自在に操ったり、自分の意思で幽体離脱したり、時空を超えて過去の世界に行ったり、自分を誘拐したカオスガンダムとアビスガンダムを洗脳して言うことを聞かせたり…と、たびたび超能力としか思えない力を発揮する。これらのことから、劇中最強キャラの一人に数えられる。格闘ゲームが得意。
RPG編では、精霊として登場。ゲームにガンダムたちが取り込まれたとき、共に彼女も取り込まれていたようだが、脱出後、その時の記憶を彼女だけが保っていたような口振りだった。
ギャン
性格は陰険であり、仲間からも嫌われている。罠を仕掛けるのが得意かつ最高の趣味とする。落とし穴の罠を作るためだけにユンボの操縦免許を取得するなど、罠に対する思い入れは尋常ではない。愛読書は「トラップ一家物語」。他にも骨董品、特に壺を愛する男。
ただし一度「いい人」なってしまったことがある（その時ガンダムはパニックになってコンクリート詰めにしようとした）。その理由は豆腐の角に頭をぶつけたためらしい。その後元に戻すために納豆の中にぶち込まれた（ぶち込まれた直後は激怒していた）。
風邪のウィルスを作ればうっかりばら撒いて敵味方にかかわらずバイオハザードを起こす（自身は製作中に感染）、山に巨大落とし穴を掘れば自分も落ちる、巨大イチゴを作れば凶暴化して最初に襲われる、と何をやっても外す傾向がある。
RPG編ではジオン帝国最強の魔道士として登場。ワナ魔法と、攻防一体のシールドミサイル（これも魔法）でガンダム達を追い詰めるが、HPが極端に低いためアレックスが召喚したサンダーガンダムの雷一発で倒された。
ゲルググ
宇宙編にて登場。量産機だが、大挙して現れたことはほとんどない。
ララァの"なんでもビットの術"を見たり、シャアがゲルググからジオングに初めてバージョンアップする恐ろしい過程を見たりと、見てはいけないものをよく見る。
ジオングがパーフェクトジオングになった時、元の姿を「つくりかけジオング」と言って怒られた。
ビグ・ザム
ねおじおんの旗頭であるみねばの父親。豪快な性格。娘を溺愛しており、「たかいたかい」ならぬ「とおいとおい」と称してみねばを腹部のメガ粒子砲塔で吹き飛ばしてあやす。
ボンボン本誌の全員サービスで販売された下敷きによればガルマの兄さんとなっているが、キシリアも含めた3人の関係について劇中では語られていない。
ズゴック
元々は量産型ザクIIの内の一人であり、シャアの側近であった。シャアと似た体質らしく、二人とも太っていたことにより朝目覚めると突然ズゴックになっていた。それ以降、シャアのようにまた他の何かに変化してしまうのではとおびえているが、彼はズゴックで打ち止めらしい。
ゾック
水陸両用モビルスーツ。体は大きいが存在感がなく、誰にも気付いてもらえないことが多い（スターゲイザーには内蔵レーダーで気付いてもらえた）。作者にさえ忘れられ、商品ラインナップに入っていながら出番がなかったこともある。しかし、そのおかげでギャンが暴走させてしまった風邪菌の感染を免れた（菌にも忘れられていたため）。
ガンダムが暴走して温泉に行った際、1ページだけ主役になったことがあり、人並みの存在感を得ている。また防寒として布団に包まっていた時もザク達に気付いてもらえた（ゾック本人はそのことに気付かなかったが）。
彼と同じくそれ程存在感がないジムやブリッツガンダムとは仲が良いようである。
ザクレロ
異様な顔に似合わず詩人。顔のせいで面白いことを期待されてしまうが、そのことをかなり嫌がっているようである。そのためジュアッグと共演したこともあった。
ビグロ
デビルガンダムヘッドが暴れまわった事件の際に登場し、去り際にさりげなく宇宙用モビルアーマーであることをアピールしていった。
ガウ
どこからともなく飛んできてデビルガンダムの頭部に衝突し、そのまま飛び去っていった。
ガルマ（ドップ）
シャアの旧友。戦闘機でありながらシャアに殺虫剤をかけられて気を失いかけたり、指がないのに指パッチンができる。作中ではかなりの腹黒キャラ。
アッザム
四速歩行モビルアーマー。狭い所にいたところを、シャアに「邪魔」呼ばわりされただけで無言でアッザムリーダーを浴びせた。
リック・ドム
宇宙戦用のドム。12人兄弟。
兄弟全員による「ジェットストリームアタック」が使える（飛び掛る役、つまりオルテガのポジションがうまくできないが）。
ド・ダイYS
じおんの乗り物。一応じおんのものなのでれんぽー所属であるガンダムを乗せてはいけないらしい。子供用として補助輪付きのものも存在するが、ガンダムに「おもちゃじゃん」と突っ込まれる。
サムソントレーラー
じおんのトレーラー。グフが乗っていた。
ムサイ
じおん側の移動要塞（戦艦）。ホワイトベースと同様に、こちらはシャア達じおん勢の主な居住区になっている。操縦はシャアが行っているようである（自動操縦機能は存在しないらしい）。
一応飛行が可能であり、台風の時には上空に退避して、シャア達は青空の中でのうのうとしていた。
ハモン
グフの恋人（作者のコメントに「良妻」という言葉がある）。結構所帯じみている。
キシリア・ザビ
ジョニー専用ザクや、ギャン、シャアの上司。
24歳のお年頃だが、性格はきつい。ジョニーがキシリアを褒めていた時、逆に悪口にしか聞こえなかったので銃撃した。
初期はシャアに「いけ好かん」と言われていたが、シャアの結婚式には招待されたらしい（後姿だけだったが、髪型が似ていた）。

### 『機動戦士Ζガンダム』より

#### えうーご（Ζ）
ガンダムマークII・ガン三郎（3号機）
元不良のマークII三兄弟の三男。現在は通常「マークII」というと彼のことを指す。二人の兄にパシリにされて激怒していたところをガンダムとリックディアス（シャア）に捕まり、水溶性修正液で全体を白く塗装（シャアいわく「ホワイト修正」）されて更生し、えうーごに入ることになった。
元ヤンキーだが、えうーごの中では初期しかいなかったディジェ（ガンダム）やたまにしか来ないシャアを除いて一番の常識人。それゆええうーご内では突っ込み役に回ることが多い。甘酒で酔うほどアルコールに弱い。かなりの愛犬家であり、デュエルガンダムと度々張り合う。水着写真集を見て赤面するなど、割と純情である。
頭部バルカンは後付タイプである。第3回運動会で装備した時は使用が久しぶりだったらしく、使い慣れない姿を晒していた。Gディフェンサーと合体してスーパーガンダムになれる。
塗装が落ちたり（水溶性なので雨などで落ちる）、家出をするほど機嫌を損ねると、ヤンキーの血が覚醒してしまう。そのときの戦闘力は恐ろしいもので、自分より遥かに新しい（もっともこれは本作での登場した順の話であって実際のガンダムでは宇宙世紀とコズミックイラの世界観が違うため例外である）SEED3悪（フォビドゥン、カラミティ、レイダー）に1対3のケンカをしかけて、引き分けるほどであった。
RPG編では盗賊として登場。ガンダム達のパーティより遥かにレベルが高いが、最初は本人いわく「レベルなどの問題を超越している存在」であるガンタンクの手下だった。また2人の兄もエゥーゴカラーで登場し、3人同時に現れてあたかも分身しているようにガンダムに攻撃を仕掛けた。
Ζガンダム（ゼータガンダム）
えうーごにはマークIIより遅く参入した。また初登場時はガンダムに代わりしばらく本作の主役的扱いを受けていた。常にクールで水着グラビアを見せられても動じないほどだが、戦場ではキレて人格が豹変する。それを防ぐため額に冷却シートを張るようになるものの、戦場で敵に剥がされた経験から、頭部内にドライアイスを入れるようになり（本人いわく、頭部を開けるのは容易ではないらしい）体温は常に氷点下となった。衝撃を受けたりすると、時々隙間から冷気が出る。一時期「卒業」と称して保冷剤に変えたが、後にまたドライアイスを使うようになった。
登場初期はナルシストな面があり、また（原作のエゥーゴが反連邦組織なので）れんぽー所属のガンダムを毛嫌いしていた。雑誌の占いを鵜呑みにし、それを理由にジ・Oに戦いを挑んでピンチになったことが何度かある。現在はそういった面はなりを潜め、その性格は次第に「クール」というよりも「不思議系」（むしろ「電波系」）な方向に変化していった。また初期の頃によく衝突していたマークIIとは、現在は一番の親友とも呼べる間柄である。
普段はマイペースだが、本気で怒ると周囲が凍りつくほどの恐ろしさを感じさせる。割と後先を考えずに行動することがある。自分のことを「影が薄い」と思っている。墓場での肝試しで2分とかからないほどのスピードで猛ダッシュしてクリアするほどにオバケの類が苦手だったが、後に「話をして」克服した。パソコンのマウスをネズミと間違えるなど、パソコンに関する知識はほとんどない。理由は不明だが、ジ・Oを殺したいほどに憎んでいる。
ウェイブライダーに変形して空を飛べる。原作最終話同様ジ・Oにウェイブライダー形態で突撃をかけたこともある。強力な武器であるハイパー・メガ・ランチャーを所持しているが、使用している場面はほとんど見かけない。
登場初期はメタスに想いを告白されて鳥肌を立てたり赤くなって逃げ出したりしていたが、現在では鈍感で彼女の気持ちに気付いていないことになっている。心の底ではメタスを大事な存在だと認識しているようである。
兄弟親戚が多く、現在までに実の弟ゼータプラス、従兄弟のダブルゼータとリィナ、 はとこのリ・ガズィがいる。
誌上人気投票では前述の性格もあって常に上位に食い込む人気がある（第1回2位、第2回1位、第3回4位）。しかし本人は人気投票についてはあまり気にしていないようである。
2月14日をバレンタインデーではなく「ひよこの日」として覚えている（実際は毎月14日と15日）。また、「今日（2月14日）は何の日?」と聞かれて「（作者である）あずま勇輝の父親の誕生日」と答えたこともある（ボンボンの発売日が毎月15日であり、作者の父親の誕生日は2月15日）。
RPG編では黒魔法使いとして登場。最初はマークIIと同じくガンタンクの手下だった。またそのすさまじいレベルはマークIIより少し高い。
登場初期にメタスが「ゼータってお父さんとお母さんを亡くしたり」と語っているが、新装版「春やすみ」の書き下ろし漫画において、メタスが描いた漫画の内容だった（つまりゼータの両親は健在である）ことが明かされた。
メタス
女性モビルスーツ。ゼータと同時期にえうーごに入った少女。幼馴染であるゼータに思いを寄せているが、鈍感な彼にはなかなか伝わらない。登場初期はその恋ゆえに暴走することがあったが、現在はやや落ち着いている。
将来はゼータと結婚することと少女漫画家になるのが夢で、自分とゼータ、マークIIをモデルにした漫画を描いたところ、その内容からゼータとマークIIに燃やされかけた。船酔いがひどいらしい。
リック・ディアス
えうーご所属のモビルスーツ。しかし初登場時に声とボディカラーで一発でシャアとばれてしまった。
百式に比べて使用頻度が低い形態。タンスにしまわれていることが多いため、最近は使用される度に防虫剤の匂いを振りまいている。
その他の詳細はじおん（FG）のシャアの項目を参照。
百式
宝くじで当てた金でリック・ディアスがバージョンアップした形態。
初登場した時期にじおんのキャラクターが再登場した際、自身を「じおんにとっての裏切り者」と発言しているが、そのことを気にしているのはシャア本人だけのようである。
この形態が登場して以降、ハリー専用スモーやアカツキなど、自分と同じ金色のボディカラーのモビルスーツに対抗心を燃やす一面が現れる。
通販でメガ・バズーカ・ランチャーを購入したが、これが12時間充電しないと撃てないという不良品である。
その他の詳細はじおん（FG）のシャアの項目を参照。
ディジェ
マークIIがえうーごに加入したことで百式に用済み扱いされて放心したガンダムが改造された姿。といっても単に着ぐるみを着せられただけである。ガンダムとして再登場した時はかなり喜んでいた。その他の詳細はれんぽー（FG）のガンダムの項目を参照。
ネモ
ジムと同じく量産機であり、役割もジム等と同じやられキャラのようである。ほとんど出番がない。
アーガマ
えうーごの戦艦。しかしほとんど名前のみの登場。

#### てぃたーんず
えうーごの敵対組織で、ボスのジオいわく「世界征服を企む悪の組織」。
ガンダムマークII・ガン一郎（1号機）
マークII三兄弟の長男。元々三兄弟は全員ヤンキーだったが、三男が前述の通り更生した後、いつの間にか兄二人も更生しており、性格は昔より結構丸くなっている。
4回目の運動会では、代表として50メートル走に出場。
ガンダムマークII・ガン二郎（2号機）
マークII三兄弟の次男。
今ではバウンド・ドックの首輪の色をめぐってガン三郎と喧嘩するなど微笑ましい一面も見せる。
ハイザック
ザク強化版。初期に登場したハイザックはマークIIを妬んでいた。
後にメガランチャーを装備したが、そのエネルギーを仲間のハイザックから供給しようとして、シオシオに痩せさせたことがある。
ガルバルディβ
面倒見のいい姉御肌で、色々と問題を起こすてぃたーんずの中では良識派といえる。男性と間違われることがあり、その際には激怒する。
ゲルググの後継機らしい。バリュートを装備した降下型も登場している。
マラサイ
目立ちたいらしく、必死になって自分の名前を覚えてもらおうとするモビルスーツ。そのためにれんぽーに現れたこともあった。「マー坊」があだ名だが本人はそれを嫌がっており、「まらちゃい」や「まーくん」と呼んでほしいらしい。
アッシマー
可変モビルスーツ。非科学的なものが嫌いらしい。バウンド・ドックが「オニイチャン」としゃべった時、外に捨てたことがある。初登場時にモビルアーマー状態で飛行中、UFOと勘違いされガンタンクに撃ち落とされた。それによってガンタンク達の夢が壊れたと考えると満足して去っていった。
バウンド・ドック
マークII（ガン三郎）の飼い犬（性別は不明）。しかし、マークIIが可愛がるだけできちんと世話していなかったため（狂犬病の予防接種を怠ったり、玄関に貼る「犬」のシールをおでこに貼るなど）、見かねたガン一郎とガン二郎が世話することになった。普段は原作でのMA形態で、より犬らしく見えるように原作にはない耳やしっぽ、肉球などが追加されている。デュエルの飼い犬であるバクゥとは仲が良い。
マークIIを慕っているからか、「オニイチャン」としゃべることができる。MS形態への変形機能も備えているが、これはマークIIが狂犬病の予防接種を怠ったためらしい。初期の頃は変形すると暴走し、所かまわず攻撃を繰り返していたが、今では克服し、自我を保っている（ゼータの命令で変形したこともある）。この形態でバクゥと一緒に散歩に行くこともある。
サイコガンダム
本作で最初に登場した「女の子ガンダム」。大きな体を持つ。
マークIIとはお互いに一目惚れし、あっという間に恋人同士になった。
その巨体とは裏腹に性格は繊細で優しく、乙女の鏡。一度謎の頭痛を発し、暴走してしまったことがある。
手先がかなり器用で、普通のサイズのクッキーや15cm程度の大きさのテディベア等を作れる（登場初期では普通の大きさのノート1ページに1文字しか書けない描写があった）。
熱が入りすぎて巨大ケーキを完成させたこともあった。
作者にアンテナを描き間違えられやすいキャラ。
ガブスレイ
元はハイザック（の内の一人）。影が薄かったので、自分より目立っていたマークIIを相変わらず逆恨みしている。
「ハンブラビはいつも3人で行動しているが実は4人目がいて、その4人目を見た人は死ぬ」とジ・Oに吹き込まれ、ハンブラビを避けるようになる（しかしその後一緒にトランプで遊んでいたため、誤解は解けた模様）。
ハンブラビ
可変モビルスーツ。ゼータにエイに似ていると指摘されたことを気にしている。原作同様いつも3人で行動する。
バイアラン
ジ・Oの部下。ギャプランとメッサーラとともにジ・Oの悪巧みを手伝っている。
ギャプラン
ジ・Oの部下。バイアランとメッサーラとともにジ・Oの悪巧みを手伝っている。
メッサーラ
ジ・Oの部下。バイアランとギャプランとともにジ・Oの悪巧みを手伝っている。
パラス・アテネ
バリバリのキャリアウーマン。ボディカラーのせいでみねばに「空豆おばちゃん」と呼ばれた。
ジ・O
てぃたーんずの総大将。モットーは「ジャマなヤツらは皆殺し」。隠し腕でゼータの冷却シートを剥がしたり、ゼータの魂を（方法は不明だが）奪い取ったりと策士な一面がある。コマの広さを拡大できるなどの強大な力を持っているらしいが、結局はゼータ達に倒される。
最近は周りに感化されてだらけがち。その後何度か悪事を考えようとしたが、ゼータ達によって阻止されたり、周りのごたごたの所為でやる気をなくしたりと結局実行されない。

#### ねおじおん（あくしず）（Ζ）
キュベレイ
シャアの幼馴染で、シャアからは「キュベちゃん」と呼ばれている。ねおじおんを治めていた。厳しい性格の女性だが、自分が世話をするみねばに対しては甘い。みねばといつもいっしょにいるため、ビグザムと夫婦だと思われているが、本人は否定している。
ガンダム達との騒動に疲れ、ねおじおんの実権をシャアに譲った（押し付けた）ことがある。
RPG編ではみねばの側近として登場。
みねば
じおん公国の後継者で、ビグ・ザムの娘。初登場時は赤ん坊だったが、連載が進むにつれ、字が書けるようになるなど少しずつ成長していっている。
純粋な性格だが、ビグ・ザムによって地面に叩きつけられても泣かないなど、見た目によらず強い心を持っている。大人には見えないものが見えるらしい。
文化祭では喫茶店のウェイトレスになったが、過保護なキュベレイのせいでまともに仕事をさせてもらえず、拗ねてしまった。
デビルガンダムヘッド（本体）を育てていたが為に、デビルガンダムヘッドが大発生する騒動を後に引き起こしてしまう。
RPG編ではアクシズ王国の王女として登場。単行本11巻ではいろいろな意味で、かなりレベルアップした。
基本的にはディフォルメされた姿だが、単行本2巻ではリアルな頭身で1カットだけ登場し、ガンダムの「おこられないか?」とのコメントが入った。

### 『機動戦士ガンダムΖΖ』より

#### えうーご（ΖΖ）
ΖΖガンダム（ダブルゼータガンダム）
ゼータのいとこ。ゼータとは対照的な性格で、マイペースなゼータをも自分のペースに巻き込んでしまう。思ったことは熟考せずに即実行する性格。周囲からは頻繁にバカ呼ばわりされており、本人も自覚している様子。初登場時はゼータが彼を苦手としている描写があった。
すさまじいシスコンで、妹のリィナのことになると頭に血が上り、冷静な判断力を失う。その上、リィナが危険にさらされている可能性を察知すると、戦闘能力が爆発的に上昇する。マークIIがリィナに手を出すと勘違いした際に、ねおじおんをほぼ壊滅させた。
『メガライダー』という武器を持っているが、彼はその存在を忘れていた（そしてまた忘れ去った）。
　おでこのハイメガキャノンは、顔の皮が厚いため熱くはないらしい。
　ついうっかりで醤油をそのまま飲んだことがある。
ねおじおんに潜入した時にフルアーマー化してパワーアップした。
RPG編ではエゥーゴの町の大食漢の住人として登場。ガンダムのパーティに誘われたが、「プー」だったため参加できなかった。
ジムIII
「ジムのくせに肩やほっぺが立派」だったため、ガンタンクに撃たれる。またダブルゼータ達がねおじおんに潜入する時に一緒について来ていた。
リィナ
ダブルゼータの妹。兄の極端なシスコンぶりに呆れ気味。 しかし、作者によれば実は彼女もブラコンらしい。
運動会では体格の差でSD体型のモビルスーツを圧倒してしまうため勝負にならず、主に解説役を担当している。しかし第7回は「男子対女子」というチーム分けになったため、女子チームの人数不足を補うべく競技に参加し、圧倒的な戦果を発揮した。

#### ねおじおん（あくしず）（ΖΖ）
サイコガンダムマークII（ニサイコ）
サイコガンダムの妹で、姉同様かなりの巨体を持つ。ダブルゼータとは「血で血を洗う関係」（本人談）だが普段は仲がよく、戦闘時には互いに本気で戦うが、戦闘終了後はあっさり仲直りする。
姉と違い、性格はわがままで、手先は器用ではない。巨大サイコロガンダムの製作者。また姉妹仲は良く、喧嘩はしないらしい。
ドライセン
キュベレイの部下。えうーごの連中を倒そうとしたが、∀を追いかけているカプルに吹っ飛ばされる。
バウ
キュベレイの部下。ドライセン同様カプルに吹っ飛ばされる。作者によると女性であるとのこと。
ガザC
ねおじおんの一般兵。マークIIにおにぎりのように固められてしまう。
クィン・マンサ
キュベレイからねおじおんの実権を奪おうとしていたが、キュベレイいわく実権を握っているのはみねば。高飛車貴族風な性格。実際に上流階級出身らしいのだが、庶民的な恋に憧れている一面もある。
みねばのファンシィな趣味にはついていけないらしい。
ジャムル・フィン
ゼータたちに名前が美味しいお菓子のようだと言われ、「違う」と涙していた。
ドーベン・ウルフ
ねおじおんに潜入してきたダブルゼータ達を迎え撃つが、ダブルゼータにメガランチャーを飴細工のように丸められて暴発させられた。
キュベレイマークII
自称キュベII。しかしその姿は量産型キュベレイ。
ザクIII改
逆上したダブルゼータの猛攻の状況説明をして震えているだけで、その非常時に自分は何もしなかったため、「お前もはよ行け」とキュベレイに蹴り出された。

### 『機動戦士ガンダム 逆襲のシャア』より

#### れんぽー（逆シャア）
νガンダム（ニューガンダム）
逆襲のシャア編において、新生ねおじおんに対抗すべくガンダムがリ・ガズィとジェガンに無理矢理改造された姿。当初は元の姿に戻れないことを嘆いていたが、ラインナップの都合でしばらくして元に戻れた。ヤクト・ドーガに「ひガンダム」（「ν」を「ひ」と読み間違えた）、みねばに「たなぼたがんだむ」と呼ばれたことがある。
ガンダムの変身形態の中でも最強だが、武器であるフィンファンネルをツッコミ道具かおもちゃとしか考えておらず、台風が発生した際に打付け用板代わりに使用したことすらある。
その他の詳細はれんぽー（FG）のガンダムの項目を参照。
リ・ガズィ
ゼータのはとこ。ジェガンと共に、ガンダムをνガンダムに改造した。
名前は「リファイン・ガンダム・ゼータ」の略。昔「ゼータもどき」や「エセゼータ」と呼ばれて激怒し、言った相手に全治三週間の重傷を負わせたことがあるらしい。
RPG編では魔法使いとして登場。ゼータプラスと共にガンダムに「ゼータもどきコンビ」と言われて激怒した。
ジェガン
れんぽーの新しい量産型モビルスーツ。ジム同様やられ役のようである。

#### ねおじおん（逆シャア）
サザビー
（「棚からぼた餅」で）新生ねおじおんの総統として立ち上がった、シャアの最強形態。しかしガンタンクの砲撃一発でバラバラになるなど、その強さが見られる場面は少ない。
その他の詳細はじおん（FG）のシャアの項目を参照。
ホビーハイザック
自分の派手で目立つ外見も気にせずスパイの役を買って出て、シャアに殴られた。
ヤクト・ドーガ
ねおじおんのモビルスーツ。ボールやガンタンクに発砲されたり、クェスに一目惚れするもフラれたりと散々な目に遭いやすい。
当初は強化手術の影響で精神が不安定だったが、いつの間にか落ち着いたらしい。
RPG編ではジオン帝国の剣士として登場。本編同様散々な目に遭ったため、辞表を出して帝国を出て行ったらしい。
ヤクト・ドーガ（クェスカラー）
ねおじおんの新入りモビルスーツ。通常は「クェス」と呼ばれている。かわいいもの好き。シャアに好意を抱いている。
RPG編ではジオン帝国の女剣士として登場。また登場時に「クェス・ドーガ」と名乗っている。
ギラ・ドーガ
ねおじおんの量産型モビルスーツ。天気予報もできるなど割と多芸。
ギラ・ドーガ（レズンカラー）
作者いわく「ツッコミお姐さん」。外見がほとんど変わらないヤクト・ドーガ達に突っ込んでいたが本人達は聞いていなかった。
αアジール
ねおじおんのモビルアーマー。初登場時にガンタンクに吹っ飛ばされて以降出番なし。

### 『ガンダム・センチネル』より
Ζプラス
ゼータの弟。ゼータによく似た顔だが、性格は正反対で短気かつナンパで女好き。本人は江戸弁でしゃべる。
普段はゼータに対して遠慮のかけらもないが、かつて兄弟喧嘩の際に凄まじい恐怖を味わったらしく（思い出しただけで悲鳴を上げていた）、実は頭が上がらない。
容姿はアムロ専用機であり、初登場時はガンダムに対して（パイロット繋がりか）「他人とは思えない」と言っていた。
RPG編では拳法家として登場。リ・ガズィと共にガンダムに「ゼータもどきコンビ」と言われて激怒した。

### 『機動戦士ガンダム0080 ポケットの中の戦争』より

#### れんぽー（0080）
ガンダムNT-1アレックス
れんぽー側の女の子モビルスーツ。
νガンダムたちが避暑と称して出向いた極寒の地で出会い、その後れんぽー本部にオペレーターとして配属された。その際にガンダムの妹であることを明かし（それまではガンダムもその事実を知らず、本人も初登場時は分かっていなかったようである）、以後ガンダムを「お兄さん」と呼ぶ。
寒さが苦手なため、初登場時は寒さ対策でチョバムアーマーをオーバーコート代わりに着込んでいた。
天然ボケの気が強いが、時折鋭い言葉を口にすることもある。また、本気になると普段のイメージとは裏腹に容赦ない一面ものぞかせる。バレンタインや七夕を少し勘違いしていた。
初登場時は実戦経験が皆無で、自分が装備しているビームサーベルの使い方さえ知らなかったが、身体能力は高く、自分の身長の何倍もある雪だるまを短時間で作ってのける。
一見しっかりした真面目な子だが、ガンダムによると怠ける時はとことん怠けるらしい。
ザク改と文通している。
たまに頭部のアンテナを上下逆に描かれることがある。
RPG編では賢者（最終章では召喚師）として登場。死神デスサイズや拳神マスターガンダムなどの高レベルの神を召喚できるが、本人いわく友達なのでMPをほとんど消費せずに召喚できるらしい。
ジム寒冷地仕様
寒冷地仕様なので寒さに強い。
ジム・コマンド（ジム・コマンド宇宙仕様）
オートミールを自分色にアレンジしたところ、不味かったらしい。勝手に「ジムコマ」（by作者）や「ジムンド」という略称を付けられる。

#### じおん（0080）
ズゴックE
アレックスの出発を阻止しに来た水陸両用モビルスーツ。予想外にガンダムが集結していたためすぐに捕まってしまう。
ハイゴッグ
アレックスの出発を阻止しに来た水陸両用モビルスーツその2。ズゴックEと共にガンダム達にすぐに捕まる。
リック・ドムII
アレックスをバズーカで撃ったが、チョバムアーマーを装着していたためにダメージを与えられず、アーマーを外して実力を見せたアレックスに敗れた。
ゲルググJ
狙撃型のゲルググ。
ザク改
アレックスの文通相手。最初は情報交換のつもりだったが、いつの間にか本気で恋してしまったらしい。
ケンプファー
ザク改の上司。怒りっぽいが、部下思い。

### 『機動戦士ガンダムF91』より
ガンダムF91
真面目な性格。初登場時に「個性がない」と言いつつ、特技の分身を披露して周囲を驚かせた。フルパワーモードになるとマスクカバーが開くが、それが癖になっており、くしゃみをしただけで開いてしまうことがある。その時の顔は旧ザクに大魔神と呼ばれ恐れられた（本人は否定したが）。
夢の中では海賊クロスボーン・ガンダムX-1になってうなされる。
ビギナ・ギナ
とある帝国の王女様。以前はパン屋の娘として暮らしていたため城での生活に馴染めず、今も身分を隠してパン屋でのバイトを続けている。∀とはパン屋での知り合い。額のエンブレムは普段はクロスボーン・バンガードのエンブレムだが、パン屋ではカモフラージュとしてチューリップが描かれたエンブレムをつけている。
ラフレシア
ビギナ・ギナの実家から贈られてきた、大きい花型モビルアーマー。F91をツルで執拗に攻撃する。作者いわく、花言葉は「娘はやらん!」らしい。

### 『機動戦士ガンダム0083 STARDUST MEMORY』より

#### れんぽー（0083）
GP01
GP三兄弟の長男。本名はゼフィランサス。
見た目は好青年なのだが性格は悪く、幼い頃から弟のGP02の神経を逆なでするような言動をとる。それがGP02の家出の原因になっているのだが、あまり自覚がない。そのため「2番目（GP02）は酷い」という発言をすると「あんたが一番酷い」と突っ込まれる。GP02と違い、本名を言われても激怒することはない。逆にステイメンのことは大切に思っているようで、自分とGP02の喧嘩がステイメンに悪影響を及ぼしている事が分かった時は流石に反省していた。また、怪談話が得意である。
大のニンジン嫌い。初登場時に自分のキャラ付けのためだけにニンジンを持っていたガンダムに初対面でアッパーカットを喰らわせた。オレンジ色（本人いわく「ニンジン色」）も嫌いである。
寝ている間に女神（容姿はニナ・パープルトン）の導きによってGP01Fbにパワーアップした。
RPG編では凄腕の狩人として登場。どんな敵も眉間に的確に矢を撃って一撃で倒せる（手加減も可能）上に、矢の軌道を曲げられる（背後の敵に当てられる）。
GP03
GP三兄弟の三男。まだ幼い（人間で言うなら園児ぐらいの年齢）が、三兄弟の中では一番素直でしっかり者（一時、人間（？）として出来すぎとも言われた）。
周りからは本名の「ステイメン」で呼ばれることが多い。アームドベースのオーキスを装着する時は「デンドロビウム」と呼ばれる。
終盤では台詞が漢字で表記されることがあった。実はGP01同様ニンジンが苦手。
パワード・ジム
GP01の友人。ろくでもないGP01に手を焼いている。ボディカラーがGP01いわくニンジン色。
RPG編ではミリシャの町のコロシアムの審判として登場。
ジム・キャノンII
GP01の友人。
オーキス
ステイメンが使用するアームドベース。彼専用というわけではなく、バクゥのようにステイメン以下の大きさならば誰でも乗れるようである。チャイルドシートが搭載されているらしい。
独立した意思を持っているようだが、セリフは発していない。

#### でらーず・ふりーと
GP02
GP三兄弟の次男。本名はサイサリス。「ちょっとすごい熱光線」と核兵器を所有している。
本人は「サイサリス」という名にコンプレックスを感じており、この名前やそれに関連する名前（「サっちゃん」や「Pちゃん」（『サイサリス』の英訳である「PHYSALIS」の頭文字より）など）で呼ばれるととてつもなく激怒する。聞いたものは偶然であろうとブラックリストに入る。兄のGP01からは、わざとこの名で呼ばれることも含め、幼い頃から思い出すだけで血の涙が出るほどひどい仕打ちを受けてきたようである。ゲルググMとは仲が悪い。
ノイエ・ジールに取り込まれて暴走したところをGP01とGP03に助けられ、以後は3人で一緒にいることも少なくないが、相変わらずGP01の言動にイライラさせられている。GP01同様GP03には優しい。GP01・03同様ニンジンが苦手。女性読者からの人気が高いキャラの一人。
RPG編では威圧感のある怪力の木こりとして登場。ステイメンがデザインする木彫りの熊を作れる。
ドム・トローペン
ヘビーアームズカスタムの全身の武器を喰らって倒れたドム。
ザメル
GP兄弟の歪んだ関係にため息をつく。逆さにされると安定性がいいらしい。
ゲルググM
でらーず・ふりーと所属の女性モビルスーツ。登場早々ナタクに罵倒されたり、GP02に「ヒス女」と言われたりして激怒した。
本作に登場したのは黄色だが、青色は登場していない。
ヴァル・ヴァロ
テノールボイスの持ち主。初対面のナタクにカニ呼ばわりされた。
ノイエ・ジール
GP02が襲撃の際に使用した巨大MA。高い戦闘能力を誇るが、制御できずに暴走して敵味方かまわず攻撃した。
ガーベラ・テトラ
でらーず・ふりーと所属の女性モビルスーツ。中々面倒見のいい性格をしており、さりげなくGP兄弟にアドバイスを付けたりしている。普段の口調と手紙での口調が全く異なっている。前述のゲルググMと同一人物なのかどうかは明言されていない。

### 『機動戦士Vガンダム』より
Vガンダム
子供扱いされるのを嫌がるが、実際はまだまだ子供。お兄ちゃんぶりたい年頃で、いわゆる子供組（みねばやステイメンなど）の中では年長（彼らの中で台詞が漢字で表記されることが一番多い）。「ゼータのようにクールで格好良く」なりたかったらしいが、ゼータの実態を見て諦めたようである。よく女性（特にシュラク隊）にチヤホヤされるが、そのことに不満を感じている。
V2ガンダムになると足がかなり速くなり（割と生まれたてのサンダーガンダム（後述）を圧倒していた）、理論上は光速を超えることも可能だが、超えた場合は死ぬらしい。
初登場時は、作者が普通の紹介を嫌がったため桃太郎のパロディのような怪しい昔話の主人公にされた挙句に変なキャラ付けをされ、拗ねてしまった。
シャクティ・カリン
Vガンダムを影で見守っている少女。
マーベット
第4回運動会の時に一コマだけ登場。台詞はなし。
カテジナ
第4回運動会の時にV2ガンダムの応援をしていた。
シュラク隊
第4回運動会の時にV2ガンダムの応援をしていた。よくVガンダムを可愛がる。
ジュンコ
シュラク隊の一員。冷え性なお姉さん。文化祭ではお好み焼き屋「秀楽」（しゅらく）を出店していた。

### 『機動武闘伝Gガンダム』より
シャイニングガンダム
戦闘狂。かき氷を体にかけられても一瞬で蒸発してしまったり、プールや海に入ると一瞬で温泉にしてしまうほど体温が高い（本人いわく「38度は平熱以下」）が、雪玉（というより氷玉になっていた）は素手で溶かさずに作れる。台風を自力で止めようとするほどの単細胞。ナタクとは良きライバル同士である。
修行してゴッドガンダムにパワーアップできるようになったが、性格は相変わらず。修行中は死にかけたこともあるらしい。
近距離の戦闘力とスピードはすさまじいものであり、マスターガンダムいわく射撃の弾より速い。しかしパワーはそれほど突出したものではないらしく、綱引きでは相手にサイコ姉妹やアレックスがいたこともあり、団体戦とはいえ惨敗した。
黄金キャラ（百式、ハリー専用スモー、アカツキ）を集めて、初日の出と輝きの強さで勝負したことがあるが、本人以外は誰も勝敗の定義を理解できなかった。
RPG編では圧倒的な強さを持つ武闘家として登場するも、ゲーム終盤でレベルアップしたガンダムに素手の一撃で倒される。
マスターガンダム
シャイニングの師匠。ガンタンクとは以前からの知り合いらしく、その縁でガンタンクに第3回運動会に呼ばれたのが初登場。
師匠だけあって物事をよく知るが、シャイニングと戦うときは同じく格闘馬鹿と化す。日常の家事は全て愛馬の風雲再起に任せっきり。
RPG編ではアレックスに召喚される伝説の拳神として登場。
風雲再起
マスターの愛馬。思慮深い性格で、マスターの代わりにあらゆる家事をこなす。
マスターに「哺乳類ではない」と身も蓋もないことを言われた。
ストライク（ストライクフリーダム）とは、徒競走でのライバル（ストライクの登場初期にひたすら走る彼を追いかけたが、結局追いつけずに倒れたことから）。
デビルガンダムヘッド
数十年に一度生えるか生えないかという珍しい植物系ガンダム（つくしのようなもので、その設定にガンダムは納得がいかなかったようである）。たまに異常発育して人を襲うことがある。根にあたる部分を絶やさないと無限に増殖する。
マスターいわく、おひたしにするとコリコリとした食感で美味しいらしい。
みねばが何も知らずに根の部分を育て、コロニーが大損害を被ったが、非常食に天ぷらを作ろうとしたみねばに胡麻油をかけられて倒される。
デビルガンダム
デビルガンダムヘッドの本体で、デビルガンダムヘッド同様、山菜である。一度はゴッドガンダムを追い詰めるが、その場に居合わせたウイングガンダムゼロカスタムとゴッドの連係プレーにより倒される。

### 『機動戦士クロスボーン・ガンダム』より
※『クロスボーン』のキャラがF91の夢の世界の住人なのは「元は講談社とは別の出版社の漫画だから講談社のボンボンではあまり扱えないため」という大人の事情説がある。
クロスボーン･ガンダムX-1
F91の夢の中での姿。初夢の中で「ふじ」という名の海賊船に乗り、鷹を連れて、宝箱に入っていた茄子の山を見つけて高笑いを上げていた。
クロスボーン･ガンダムX-2
F91の夢の中に出て来た。X-1と7つの海をどう分けるかで対立する。
クロスボーン･ガンダムX-3
F91の夢の産物。刃物（ムラマサ・ブラスター）を持つだけに海鮮料理が上手。

### 『新機動戦記ガンダムW』／『新機動戦記ガンダムW Endless Waltz』より
※原作では『W』後期に登場するガンダム（ウイングガンダムゼロ等）と『Endless Waltz』に登場するガンダム（ウイングガンダムゼロカスタム等）は表現が異なるのみで同じ機体という設定だが、本作では後者は前者のバージョンアップの形態という扱いになっている（他のゲーム等にも言えることだが）。
ウイングガンダムゼロカスタム
自爆魔。「うまく制御できないと暴走する」ゼロシステムを搭載している。本人いわくゼロシステムと自爆癖は関係がないらしい。
クリスマスにガンダムに時給800円で雇われ、頭に輪を付けて天使の格好をしたことがある。
たまに腰が砕けるような冗談を言ったり、タチの悪いいたずらをしたりする。
ニンジンと青首大根を間違えて買うなど、ドジな面もある。
やる気をなくすとウイングガンダムやウイングガンダムゼロにバージョンダウンしたり、ボディが透けたりする。
RPG編ではアレックスに召喚される天使として登場。呼び出した途端に自爆する。
ガンダムデスサイズヘルカスタム
明るくて人当たりのいい性格だが、実はガンタンクをも恐れさせる本物の死神。持っている鎌で魂を抜くことができる（戻すことも可能）。死者の魂の中に知り合いがいる。
彼の怪奇話は、聞いた人がトラウマになってしまうほど恐ろしいものである（シャアいわく「掲載された本が販売できなくなる」ほど恐ろしい）。
劇中最強キャラのひとりともいえるが、ウイングガンダムの自爆癖などには手を焼いている。
クリスマスの間は本人いわく「神様に気を使って」ガンダムデスサイズにバージョンダウンする。文化祭でお化け屋敷の受付をしていた時はガンダムデスサイズヘルにバージョンダウンしていた。
RPG編ではアレックスに召喚される死神として登場。
ガンダムヘビーアームズカスタム
極端に無口で、顔の半分をピエロの仮面で隠す癖がある。なお、この仮面は雰囲気によって取り替えている。無理にしゃべろうとすると突拍子もないことを叫んでしまう。童話などを読んでしゃべる練習に励んでいる。
普段はサーカスで働いている。それゆえに感覚が鋭く、危機を事前に察知することができるが、口下手でその危機を伝えられないので意味がない。
夢日記のあまりの電波系っぷりは仲間に心配される程である。
文化祭では、ガンダムヘビーアームズにバージョンダウンしていた。
ナタク（アルトロンガンダムカスタム）
自分が正義だと信じて疑わない。そのため通りすがりの人に「お前は正義か」と尋ね、どう答えようがお構いなしに戦いを挑んでくる。その際シャイニング（ゴッド）と引き分けて以来、お互いにライバル視しており、ことあるごとに張りあっている。また「女とは戦わない」のが主義らしい。
中国圏の出身だが、「正義」という漢字を書き間違えていた。
ゴッドと雪かきで対決する時にシェンロンガンダムにバージョンダウンした。
ガンダムサンドロックカスタム
お金持ちで常にマグアナック×10がお側に控えている。グループ五人中では一番の良識人だが、怒らせると怖いタイプ。また仲間の危機を察知する能力があるようである。
ウイングたちと合流する際、山形県の地図を頼りにしていたため迷子になってしまった。
トサカの部分が赤いので、年賀状の干支のモデルとしてニワトリの格好をさせられそうになり、ガンダムサンドロックにバージョンダウンしたことがある。
ガンダムエピオン
ウイングガンダムゼロの自称ライバル（実は「勝つまで勝負をやめない迷惑野郎」と敬遠されている）。ゼロシステムを搭載するが、ウイングガンダムゼロよりは扱いが上手くないようである（後に克服）。
接近戦用武器しかないので、ウイングガンダムゼロのツインバスターライフルの前に敗れ去る。
リーオー
その見た目から、皆にそろって「人型テレビ」と呼ばれる。特性上、表情を理解してもらいづらいようで、少し暗い性格。
トールギスIII
ウイングガンダムのお目付け役。主な仕事は彼のやらかした不始末の後始末。元々ウイング達とは敵同士だったらしい。
文化祭ではトールギスにバージョンダウンしていた。
サーペント
ラインナップに入っていながら作者に忘れられたため、初登場が遅れてしまった。
ドクターJ
ウイングにニンジンを買ってくるように頼んだ人物。しかし前述のようにウイングは買うものを間違えたため、彼がニンジンを手に入れることができたかどうかは不明。
リリーナ
第3回運動会にて応援として登場。ウイングを「様」付けして呼ぶ。ウイングに対して「私を殺してー」という変な応援を本気でしていた。他にも内容とは無関係にドロシーと共に水着姿で登場したことがある。
ドロシー
リリーナと一緒に登場。こちらも第3回運動会で応援をしていた（こちらはリリーナと違い遊び気分だったらしい）。
デュオ
第2回誌上人気投票のランキング発表の際に1コマだけ登場。

### 『機動戦士ガンダム 第08MS小隊』より

#### れんぽー（08小隊）
陸戦型ガンダム（リッキー）
ガンダムを「先輩」と呼ぶ体育会系の努力家。いつも重そうなランドセルを背負っている。恋人のアプサラスの秘密を知っているが気にはしておらず、器の大きさをアレックスに「カッコいい」と評された。真面目すぎて面白みに欠けることを気にしている。
努力の結果ガンダムEz8にパワーアップできるようになった。よくデコピンされる。この時の通称は「8っちゃん」。後に「パワーアップに甘えた自分を諌める」ために元に戻った（といっても甘えたのは0.5秒くらいらしいが）。赤ん坊の頃は先行量産型ボールで、文字通り「玉のような赤ちゃん」だった。どうやって今のような体形になったのかは不明。
陸戦用試行型ジム
「他のジムとは一味違う」という本人談のとおり、陸戦に特化しているジム。しかし名前が長いということで「オレンジ色だから『オレンジム』」という安直なあだ名を付けられ、さらに最終的には『みかんジム』で定着してしまい、泣き崩れた。また単行本4巻巻末の新キャラ大図鑑では作者のコメントに「ジムでひとあじ程度違っても…」と書かれるなどひどい扱いを受けている（大図鑑には「先行量産型ジム」と表記されている）。

#### じおん（08小隊）
アプサラス
リッキーの恋人。本当は人間なのだが、彼女の兄に「悪い虫がつかないように」とモビルアーマーの中に正座して入れられている。
体が柔らかく、肝試しの時にはリッキーのコンテナの中に入っていた。
運動会の時などはたまに人間の姿でも登場することがある。
グフカスタム（B3グフ）
アプサラスの側近。Ez8とは敵対関係にある。「グフ改」と表記されたことがある。

### 『機動新世紀ガンダムX』より
ガンダムDX
明るくあっけらかんとした性格だが、遠慮がない。ガンダムいわく『嫌なタイプの天然』。最近はガンダムXでいることが多い。くしゃみの声は「えっくちゅっ」。
ツッコミ役もこなす。∀とはいいコンビ。
RPG編ではGビットXと共に流しの武器屋として登場。食べ物欲しさゆえに狼の着ぐるみを着てガンダム達を脅そうとした。
Gファルコン
ガンダムDXと共に登場。その後ホワイトベースの中に置かれることになったが、現在どうなっているかは不明。
GビットX
RPG編でXと共に登場。Xのでっちらしい。
ガンダムエアマスター
RPG編に賞金稼ぎとして登場。幼い弟妹がいるらしい。
通常編にも登場し、エックスのくしゃみがわざとなのか仕様なのか頭を悩ませていた。
ガンダムレオパルド
作者に出番を忘れられ、第7回運動会の「借り物競争のお題」として登場。
エックスのくしゃみには特に疑問を感じていない模様。また、キャンプの時は上記の二人とサンダーガンダム、ストライクノワール、スターゲイザーに対し、「男ばかり」と不満な言動を取った。
ティファ
1コマのみ登場。「あなたに力を」と呟いていた。

### 『機動戦士ガンダム外伝 THE BLUE DESTINY』より
ブルーディスティニー
外見はブルーディスティニーの1号機である。心の師匠は（ゲームのハードから）せがた三四郎らしい。
EXAM（エグザム）という暴走系システムを持つ。見た目がジムであるため、しばしばそれを指摘されるが、その時はEXAMを発動させそうになるほど激怒する。しかし一番かわいそうなのは、ネタにされたジム本人である。
イフリート改
ジオン側のEXAMシステム搭載MS。ブルーディスティニーとはライバル関係であるが、ジム系相手に本気で戦おうとしていることを周りから馬鹿にされ、ブルーディスティニーと一緒に激怒していた。しかし一番かわいそうなのは、ネタにされたジム本人である。

### 『∀ガンダム』より

#### みりしゃ
∀ガンダム（ターンエーガンダム）
おっとりした性格だが、何でも埋める癖の持ち主で、悪気のかけらもなく他人を生き埋めにしてしまうことがある。また自分が埋まるのも好きらしい。月光蝶という危険なシステムを搭載している（本作では詳細は描かれていないが、使用した際に旧ザクじいさんが真っ白になった。またガンダムがこのシステムを脅しの材料に使った際にマークIIが自分達も危険だと発言している）。
普段はビギナ・ギナと同じパン屋で働いている。元々は月に住む民族「むーんれぃす」出身で、故郷ではよく餅をついていたらしい。
ガンダムにプレゼントするために折った髭がわずか2、3コマですぐにトカゲのシッポのように生え変わったり、ナタクに襲撃された際の怪我もゼータより早く完治している。
RPG編では宿屋「ムーンレイス」で働いている。特別な力を持つ民族「ムーンレイス」の一人で、小学校の頃に必須科目で秘薬の作り方を学んだらしいが、パンの形にしか作れないらしい。
カプル
むーんれぃすに敵対心を抱いている女性モビルスーツ。丸っこい体型を気にしている。
∀に辛く当たるが、内心ではそれほど嫌いではないらしい。ギャバンという婚約者がいるが、それを聞いたガンダム達が別のモノと勘違いした。

#### むーんれぃす
彼らは竹を通じて月から地球やコロニーに行けるらしい。
ハリー専用スモー
登場してすぐに百式（シャア）と黄金バトル（勝敗の決め方は不明）をしたモビルスーツ。その時に謎のサングラス（原作でパイロットであるハリーがつけていたもの）を売っていた。
スモー
ハリー専用スモーの部下。
ウォドム
同じくハリー専用スモーの部下。
フラット
同じくハリー専用スモーの部下。
ターンX
∀のおじさん。地球を狙っているらしい（初登場時は間違ってコロニーに生えた竹の中に出てきてしまったが）。
RPG編では∀と同じ宿屋で働いている様子。
ローラ･ローラ
ガンダム達が∀にむーんれいすに関して質問した時、∀が返事代わりに出したクイズ（4人のうちの誰が男性か）にディアナ・ソレル＆キエル・ハイム、ソシエ・ハイムと共に登場。クイズの正解はローラである。ゼータはソシエと答えてカプルにどつかれていた。

### 『機動戦士ガンダムSEED』より
ストライクガンダム
初登場の時点ではまだ原作アニメの放送が始まっていなかったため、自分でも状況かつ自分自身のことが全く分からないままひたすら走り続けていた。その最中に出会った風雲再起を振り切るという驚異的な脚力を誇る。そのため、後に風雲再起とは良きライバルとなる。当初は「ストライキ」や「ストラディバリウス」等と自分の名前を言い間違えていた。後に同じコーディネイターであるイージス達ざふととの関係が明らかになるが、何だかんだでうやむやになってしまった。コンバットナイフ（アーマーシュナイダー）を所持しているが、ごぼうのささがきしかできないらしい。本作での所属は不明。
単行本第5巻の表紙ではアンテナの色を間違えられている。また、初登場の回（5巻第7話）ではイーゲルシュテルン（頭部のバルカン砲）を描き忘れられている（これは作者が、あまりよくリアルガンダムを知らないため）。
フリーダムやストライクフリーダムにパワーアップした際は、自分の名前の意味について考えた結果おかしな方向に解釈してしまい、暴走した。
フリーダムガンダム
ガンダム達やざふとの面々とのキャンプでいつの間にかパワーアップしていた。背中の翼の部分はブーメランとして飛ばせるようである。
第2回人気投票では、「意外と格好いい」「アニメ版で格好良かった」など、本人いわく微妙な評価を受けた。単行本7巻表紙で目の色を間違えられており、第3回人気投票の際に指摘された。
ストライクフリーダムガンダム
『機動戦士ガンダムSEED DESTINY』よりを参照。
イージスガンダム
ストライクの幼馴染み。初登場時はストライクをざふとに引き込もうとしていたが、いつの間にかうやむやになってしまった。二人が離れ離れになっていた理由もガンダムに「大人の事情だから」の一言で片付けられてしまい、決別した理由が明確には語られないまま現在に至っている。現在は普通にストライクと友達付き合いをしている。
個性的なSEED勢の中では割とまともな性格で、登場初期はデュエルやバスターの行動に頭を悩ませることがあった。船が苦手で、乗ると酔う。
ハロ製作にかけては分刻みで製作できる匠。全てのハロが色違い・模様違いである。元々は婚約者であるラクスへの贈り物だったが、今では悩みことなどがあると半端な工場の生産ラインは軽く超えるペースで悩みながら大量生産する（一度ガモフがハロの重さで落下する（デュエル談）のを回避するため、デュエルとバスターがハロを大量に空から廃棄したことで「ハロの雨」なる現象が起きた）。本作でハロを初めて作ったガンダムを尊敬しており、サインを貰ったこともある。
やたらと凝り性で、半端な仕事では納得がいかないようである。雪だるまを真円に近づけようとしたり、木材に打ち付ける釘の間隔を完全に一致させようとする姿には鬼気迫るものが感じられる。料理のサンプルは作れるが、料理そのものを作るのはあまり得意ではないらしい。
いずれの変身形態も頭が長いのが特徴（本人いわく長い部分は頭ではないらしいのだが、結局何なのかは不明）で、人気投票でも投票理由の大多数がその部分だったらしく、かなり落ち込んでいた。
ジャスティスガンダム
ストライクと同様にキャンプでいつの間にかパワーアップしていた。
セイバーガンダム
『機動戦士ガンダムSEED DESTINY』よりを参照。
インフィニットジャスティスガンダム
『機動戦士ガンダムSEED DESTINY』よりを参照。
ストライクルージュ
おーぶのリーダーで、フリーダムとは双子。姉か妹かは不明だが、本人は姉だと主張しており、妹扱いされると怒る。責任感が強く、真面目な性格。
もう一人のストライク
第6回運動会の事件で初登場。唐突に登場してフリーダム達を（色々な意味で）驚かせた。通常のストライクとの違いはクール（軽い）な性格・シャープな目つき・しゃべり方の3つ。
後にアカツキにパワーアップ。詳細は下記（『機動戦士ガンダムSEED DESTINY』より）を参照。
デュエルガンダム
初登場時は原作放送前だったため、ストライク同様自分でも訳が分からずにひたすらストライクを追いかけていた。
気が強く怒りやすいが、重度の愛犬家であるため犬（特に愛犬であるバクゥ）にはものすごく甘い。誌上人気投票でも、自分よりバクゥの人気の方が大事なようである。またガイアガンダムの（犬形態への）変形機構をかなり羨ましがっていた。
キャンプ場でいつの間にかデュエルガンダムアサルトシュラウドになっており、回想を大幅に省略されたことについてかなり怒っていた。
RPG編ではスラッシュザクファントムの姿でザフト王国軍の司令官として登場。またバイトで白いグフイグナイテッドになったこともある（何のバイトかは不明）。
ブリッツガンダム
イージスに仕える忍者。やたらと人見知りが激しいが、現在は治ってきたようである。イージスに忠誠を誓っていて、基本的に誰にでも礼儀正しい。
隠密型ではあるが、強風にあおられて飛んできた看板を避けられないなど、肝心なところで自分の能力を活かせていない。
忍者らしく普段は一人称が「拙者」で語尾に「～ござる」を付けるが、興奮すると地が出てしまい、「拙者」が「僕」に変わり、話し方が丁寧語に変わる。
バスターガンダム
作者いわく「一歩ひいてるフリをして実はしっちゃかめっちゃか大好き」である。
実はデュエル同様重度の愛犬家で、バクゥを独り占めしているデュエルに嫉妬することがある。
デュエルとともにバイトでブレイズザクファントムになったことがある。
ジン
初登場時は作者いわく「外見が偉そうだから」偉そうに現れたが、既に彼が量産機だと知っていたシャアに「トサカ男」呼ばわりされてしまう。その後に名前をギャグのネタに使われ、そのまま帰ってしまう。
ゲイツ
ジンがバージョンアップした姿で（シグーを経過してなったらしい）第6回運動会の時に登場。運動会の陰で暗躍して全員を共倒れにしようとしたが、いきなりおゆうぎに参加させられた上に、せっかくの妨害工作はすべて無視された。最後には激怒して真相を暴露するが、ゼータの「どうでもいい」の一言で片付けられてしまい呆然とした。
プロヴィデンスガンダム
ゲイツがバージョンアップした姿。初登場時は正月だったため、皆に飾り付けられ、熊手の格好をさせられた。挙句の果てにはインフィニットジャスティスが彼の氷像を作った際に作った本人も名前を覚えていない等、原作アニメのラスボスとは思えないひどい扱いを受けた。
スカイグラスパー
キャンプ場だろうがどこだろうが、何でもすぐに届けてくれる戦闘機。その時はソードストライカー装備である。
トリィ
イージスに作られた、ストライクのペットロボット。ストライクによって言葉を教えられているようである。
バクゥ
ざふとの軍用犬だが、作者の趣味で少しずつ縮み（読者に指摘されるまでそのことに気付かなかったらしい）、今ではすっかり普通の愛玩犬となっている。特にデュエルは「うちの子」呼ばわりするなど、完全に軍用犬であることを忘れている。デフォルメで描かれている時は頭部以外は普通の犬になっていることが多い。性別は不明。
自分の姿を見ただけで泣き出すブルデュエルを恐がっている。
第2回誌上人気投票では10位に入った。
ラゴゥ
ざふとの軍用犬。性別は不明。手をかざされただけで「伏せ」ができる。
元々デュエルが教育担当だったが、同じく担当していたバクゥが軍用犬らしくなくなってしまったため、ガイアガンダム（赤）に教育権が移った。
「休め」と言われてもしっかり「伏せ」をするため、「リラックスできてないのでは」とガイアガンダムに余計な心配をかけさせている（この真面目すぎる性格の大元は教育係であるガイアに他ならないのだが）。
フォビドゥンガンダム
SEED三悪の一人。原作では強襲形態なるものを持つが、本作では只の寝癖である。
ニーズヘグを持っているためデスサイズに同業者と間違われ、魂の抜け殻にされかけたことがある。
レイダー達や作者に『フォビ丼』呼ばわりされたり、作者にレイダーと名前を取り違えられたことがある。
フォビドゥンブルーになるとブルーな気分になってしまう。
レイダーガンダム
SEED三悪の一人。フォビドゥンと同じく強襲形態を持つが、本作では寝違い扱い。
ツォーン（ビームを出す部分、いわゆる口。ミッフィーのように×マークで描かれることが多い）の可愛さからか本作中では、三悪の中ではダントツで読者人気がある（第3回誌上人気投票11位）。
カラミティガンダム
SEED三悪の一人。この三体は性格が異常に悪く、何回も先輩であるガンダム達につっかかっている。名前の由来をネタにされたことがある。
文化祭では一度だけソードカラミティになったが、その気配を感知したウイングガンダムゼロに仲間共々叩きのめされ、三人ともゴミ箱に捨てられた。
ストライクダガー
第6回運動会の事件の際、SEED三悪の手下として1コマだけ（しかも背景のみの）登場。
グーン
ゾノと共にオリンピックを目指しているらしい。
（じおん所属の）ゴッグも交えて目指そうとしたが、祖国（所属）が違うため解散した。
ゾノ
グーンの相方。
ガモフ
ざふと所属の巡洋艦。イージス、デュエル、バスター、ブリッツの本拠地でもある。
初登場時は単行本5巻末のキャラ紹介で担当に名前をアークエンジェルと書き間違えられた。
ラクス
イージスの許嫁。彼から貰ったピンク色のハロの持ち主。
イージス達とは別行動でキャンプコロニー「やまびこ」にやって来るが、いつの間にかハロがGP03が持っていたものと入れ替わっていたことがきっかけで彼と出会う（その後第3回人気投票の結果発表の時に再会した）。
単行本6巻巻末の新キャラ大図鑑によると、出番が少ないのは大人の事情があるかららしい。
ジャスティスとは親同士が決めた許婚であったが、互いの意思を尊重して現在は解消されている。

### 『機動戦士ガンダムSEED DESTINY』より

#### ざふと（DESTINY）
インパルスガンダム
初登場の時点ではまだ『DESTINY』の放送が始まっていなかったため、ガラスケースに閉じ込められて文化祭に展示されるという、それまでで一番ひどい扱いでの登場となってしまった。その後名前からお笑い芸人名のネタにされた。
登場初期はザクウォーリアやレジェンド以外のキャラとはあまり交流していなかったが、現在は以前より多く年賀状を貰うなど、それなりに他のキャラとも仲良くなっているようである。デスティニーになった後、ケルベロスバクゥハウンドの散歩の一件以来、れんごーのガイアガンダム（デストロイガンダム）とも親しくなった。
RPG編では新米軍人として登場。装備換装が可能なマルチファイターだが、それゆえに器用貧乏になりがちということでガンダム達のパーティへの参加を断られた。
原作で死亡した妹や両親は、作者によると本作では全員生きているようだが、本編には未登場。
デスティニーガンダム
パワーアップした後も特にやることがなかったり、全身が寒天化するなど、結局報われない状況が続いていじられキャラ&ツッコミ役が定着した。
原作での報われなさへの同情票や励ましの票などを受けて、第3回誌上人気投票では初登場ながら3位を取った。
ザクファントム
インパルスの友人である白色、バスターのバイト時の姿である灰色、RPG編に登場した水色など様々なバリエーションがある。
レジェンドガンダム
デスティニーの友人。初登場の際、デスティニーと名前のことで口論になった。よくデスティニーをいじる。
ザクウォーリア
デスティニーの友人で軍人女性の赤、歌うピンクなど、こちらもバリエーションが豊富だが、緑色は登場していない。
本家のザクと比較すると、頭の一部がふくれており可愛らしくなっている。
グフイグナイテッド
T.M.RevolutionのIgnited -イグナイテッド-をちゃっかり宣伝した橙色、デュエルガンダムのバイト時の姿である白色、水色などこちらも様々なバリエーションがいる。
アッシュ
　1コマだけ登場。グフイグナイテッドに出番を取られたデスティニーに対し「ダメだこりゃ」と呆れた。
ガイアガンダム（赤）
現在のラゴゥの教育担当。甘すぎだったデュエルの教育方針を叱責する。
下記のガイアガンダム（黒）の兄。こちらは外見が若干シャープになっている。
セイバーガンダム
イージスガンダムの変身形態のひとつ。文化祭で初登場した際、ストライクルージュと並んで歩く姿は林家ペー・林家パー子に例えられた。
その他の詳細は『機動戦士ガンダムSEED』よりのイージスガンダムの項を参照。

#### れんごー（DESTINY）
カオスガンダム
SEED三悪（カラミティ・フォビドゥン・レイダー）の後輩。天然かと思いきやわざとそう振舞っている節がある。
アビスガンダム
SEED三悪の後輩。女子供を最初に狙う性格。そのため、男装したセイラに叱咤の平手打ちを喰らう。三人の中では唯一の常識人でツッコミ担当といえる。
ガイアガンダム（黒）
SEED三悪の後輩の三人の中では紅一点。上記のガイアガンダム（赤）の妹で、こちらは外見が若干丸みを帯びている。少々天然ボケな所がある。
緊張がピークに達するとイヌ形に変形する。そのことで動物扱いされるのではないかと心配しているが、カオスいわく「動物タイプではなく妖怪タイプ」（本人は余計嫌がっているが）。しかもデスティニーにも「犬女」と呼ばれたことも。更にデストロイガンダムに巨大化変身できるが、今度はデスティニーに「妖怪の類」呼ばわりされてしまう。第3回誌上人気投票では「アレックスと並ぶほどの可愛さだから」との理由で多少票を獲得している。

#### その他（DESTINY）
ドムトルーパー
本家ドムと同じく三機組。本家のように踏み台にされることを前提に首を鍛えている。
ムラサメ
第7回運動会で機体色（カレー色）にあやかって1コマだけ背景で登場。
アカツキ
もう一人のストライクがある日目覚めたらいつの間にか変化していた。全身が金色で、それを見たシャアがライバル心を燃やしていた。
その他の詳細は『機動戦士ガンダムSEED』よりのもう一人のストライクの項を参照。
ストライクフリーダムガンダム
ストライクガンダムの変身形態のひとつ。第7回運動会の借り物競争のお題「新物」で初登場。
第3回誌上人気投票では2位にランクインした。
その他の詳細は『機動戦士ガンダムSEED』よりのストライクガンダムの項を参照。
インフィニットジャスティスガンダム
イージスガンダムの変身形態のひとつ。第7回運動会でストライクフリーダムと同様、借り物競争のお題として初登場した。
「インフィニット」に関しては雑誌掲載時に「インフィニテッド」や「インフィニティ」などと間違えられることがあり（単行本では正確に『インフィニット』に修正されている）、そのことがネタにされたこともある。
その他の詳細は『機動戦士ガンダムSEED』よりのイージスガンダムの項を参照。

### 『機動戦士ガンダムSEED ASTRAY』シリーズより
ハイペリオンガンダム
登場は背景の一部にとどまっている。
ドレッドノートガンダム
こちらも背景の一部。

### 『機動戦士ガンダムSEED C.E.73 STARGAZER』より
スターゲイザー
（原作ではAI搭載を前提とした設定になっているため）「ぎこちないカタカナしゃべり」「かなりの世間知らず」といった特徴を持ち、ガンダム達から「ロボット」と呼ばれ驚かれた（ガンダム達も本来はロボットであるはずであり、ゼータは特に疑問を感じていた）。思ったことを深く考えずにはっきりと言うことがある（恥ずかしい台詞すらもサラッと言うため、逆に周りが恥ずかしがったことが何度かある）。食べ物は食べられない。
徐々に感情らしきものを身につけているが、無料修理の保障期間があるなど、メーカー（どこかは不明）での扱われ方は電化製品並みらしい。
当人にそのつもりはなかったようだが、ストライクノワールと二人でネタに絡むことが多い。
RPG編ではブリキのきこり。
ブルデュエル
デュエルの妹だが、兄と違って大の犬嫌いで泣き虫。一応バクゥに興味はあるらしい。
外見がデュエルにそっくりなため、初登場時にはデュエルの縮小コピー扱いされた。
ヴェルデバスター
バスターの弟。かなりのわんぱく坊主で、そのわんぱく振りにはバスターもお手上げ。
“犬”運動会の際、バウンド・ドックに遊び半分で飛び乗るも、それに対する驚きから変形したバウンド・ドックを前に腰を抜かすハメになる。
ストライクノワール
神社で投げたお賽銭がストライクフリーダムの頭に偶然当たって入らなかった等の些細な理由で、片っ端から他人を呪う危険人物。しかし本人には全く霊感はなく、呪いによる害はない。オカルトや超常現象は好きなのに、ホラー映画や怪談は苦手なヘタレ。ピーマンが苦手らしい。
子どもに弱いという一面があり、ブルデュエルやヴェルデバスターに自分が作ったチョコを褒められ、チョコにまで書いた「呪」（のろい）の字の読みを聞かれて「いわい」（祝）と答えた。
本作では所属が不明であるため、現在はスターゲイザーと共にホワイトベースに居候している。「物にも魂が宿る」ということを（オカルト的な意味で）教えられたため、スターゲイザーをかなり大切に思っている。
名前に「ストライク」とあるが、ストライクフリーダムやストライクルージュとの血縁関係はない。
RPG編では呪術師。
ケルベロスバクゥハウンド
デュエルの飼い犬。外見は恐ろしく、ガンダムたちより大きいが、実はまだ生後八ヶ月の子犬。しつけが不完全で「よし」と言われるまで待てない。
人懐っこい性格だがわがままで、デュエルやガイア兄も手を焼いている。だっこしてもらったデストロイ（に変身したガイア妹）には特に懐いているようだ。

### 『機動戦士ガンダム00』より
商品展開の都合で、コミックボンボンに登場したのはエクシアのみ。それ以外はテレまんがヒーローズ版より登場。

#### それすたるびーいんぐ
本作でも一応紛争に介入はするが、バケツの水を浴びせて「水を差す」程度。初登場の回でゴッドガンダムの修行を見て何か勘違いしたらしく、バケツリレーで水責めにしていた。
全員がれんぽーの居候となり、一旦帰還命令が出て戻ったが「休暇をすごすのにいいから」という理由で戻ってきた。
組織名が長いため、「それ・びー」と略されることがある。
ガンダムエクシア⇒ダブルオー
ボンボン掲載期は、2コマのみの登場に留まり、セリフもなかった。怪しげな電波を発信してトラブルを起こす（本人の意思で自由に出し止めができる）。10巻のカバー裏では、原作での「オレがガンダムだ」というセリフを発してガンダム達を混乱させた。
テレまんがヒーローズ連載時に本格的に登場し、上記のセリフを連発して散々ガンダム達を困らせている。
鯛の生け造りの頭で遊んだり、サンタの生け捕りを企んだりと、子供らしいところがある。
再びれんぽーの居候になった時には成長痛をこらえてダブルオーにパワーアップしていた。見た目に合わせて態度も一回り大きくなり、セリフも「オレがガンダムだ」から「ガンダムはオレだ」に変化した。
ガンダムデュナメス
紛争根絶のために「狙い撃つ」つもりだったが、平和な（？）本作世界ではせっかくの専用銃（巨大水鉄砲）もただの噴水くらいにしか使い道が無かった。
いつもオレンジ・カラーのハロと一緒で、インフィニットジャスティスがうっかりばら撒いてしまったたくさんのハロ（たまたま全部同じ色）の中から自分のハロをあっさりと見つけたことから、インフィニットジャスティスから同志と思われている（なお、このハロはデュナメスが呼ぶとデュナメスの所に来るらしい）。また、ハロを最初に発明したガンダムのことを「俺にとっても親同然だ」と言っている。
秋祭りでは射的をしようとするが、屋台のドムに「プロお断り。しおさい（後述）から撃つならいいよ」と断られる。そしてしおさいからの狙撃に成功、景品だけでなくしおさいのお土産まで持って帰ってきた。
後にケルディムに任せて第一線を退き、ジャスティスと協力してコロニー「やまびこ」に「ハロ畑牧場」を設立した。
ケルディムガンダム
デュメナスに後を託されたガンダム。デュナメスとは双子。子供の頃からデュメナスと射的のライバル。
登場当初は他のメンバーがパワーアップしていたため、ガンダムに「デュナメスが二人に分離した」と勘違いされた。
ガンダムキュリオス
通常は気弱な性格だが、キレると言動が乱暴になって戦闘機形態に変形するという二重人格の持ち主。
気弱な人格は人が良く、もう一つの人格が悪さを考えるとそれを止めようとする。
後に気弱な人格がアリオスガンダムに入った事で、キュリオスには乱暴な人格のみが存在するようになっていた。
アリオスガンダム
キュリオスの気弱な人格の新しい体。二重人格は解消され、二つの人格が同時に存在しているが、彼の苦労はあまり変わらない。
ヴァーチェ⇒セラヴィーガンダム
一見太って見える外見をシャアに誤解され、食いしん坊の芸人扱いされ怒った。その際装甲の一部が外れてナドレのケーブルが露出してしまったが、ナポリタンが頬からはみ出たのだと解釈されてしまう。
本人はナドレ姿を見られるのを嫌がっているが、08年度運動会の障害物競走に参加、外装が障害に全部引っかかって外れてしまい、皆の眼前でナドレの姿を公開してしまい、かなり落ち込んでいた。
後にセラヴィーガンダムにパワーアップ。
セラフィムガンダム
セラヴィーのバックパック。セラヴィーの初登場時に人面疽か背後霊扱いされ、果ては変形形態がセラヴィーの子供と勘違いされた。

#### とりにてぃ
トリニティ三兄弟（ガンダムスローネ）
アイン、ツヴァイ、ドライからなる三兄弟。何らかの諸事情で上記ガンダム4人組を探している。現在じおんへ居候中。
三人ともかなりワガママで手に負えず、シャアも追い出すことを考えたが、ララァの「めっ」の一言で泣き震えながらおとなしくなる。
長男は口調こそは丁寧であるがワガママであることは変わらず。次男は口が悪いワガママ。三女はワガママな上に幼児で、秋祭りの屋台で「買ってくれなきゃうーごーかーなーいー」と駄々をこねまくった。そのみっともなさは、同じくワガママな幼児であるヴェルデバスターが引くほどであった。

#### ゆにおん(仮称)
グラハム専用ユニオンフラッグカスタム
一見紳士風だが、スイッチが入るとものすごい暴走キャラ。
エクシアの回想（怖い話）で初登場。ガンダム顔に対して「会いたかったぞ」とか「愛しているぞ」などガンダムに対するストーカーっぽい台詞を連呼するガンダム大好き人物として語られている（本人はガンダムと戦いたいだけだという）。
08年度運動会の借り物競争に「ガンダムがよりどりみどりだから」乱入。「ガンダム」を引き当て、「これぞガンダム」と言えるMSをアレックス（一応彼女もガンダム）に質問。 これに対しアレックスが兄を指名したため、自称「ガンダム・オブ･ザ・ガンダム」のゴッドと「俺がガンダムだ」なエクシアが猛反発して大暴れし、ガンダムが重傷を負って運動会は中止となった（ガルマドップの策だったらしいが、本人もそこまで大事になるとは思わなかったらしい）。

#### えーいーゆー
イナクト
自称「えーいーゆーの最新鋭機」。海水浴コロニー「しおさい」の浜辺でくつろいでいたら、スイカ割りをしていたエクシアに間違えて頭をどつかれる。怒って起き上がろうとしたら尻にカニがもぐりこんだらしく、その後重ねて起こった災難に関しては「以下自粛」とだけ表現された。
その無様さに皆が「不幸にあうのが板についた奴」と評した。

### 全作共通
ハロ
ガンダムが発明したロボット（目的は友達が欲しかったから）。原作では多彩な機能を搭載していたが、今劇中ではマスコットロボとして世間に浸透しており、いわゆる癒し系である（ペットではない）。
ガンダム作品全般にわたりデザインそのものがほぼ統一されているため、登場しているのがどの作品のハロか判別しにくいが、原作から名指しで登場したハロはボンボン掲載時までに『SDガンダム GGENERATION』のサイコ・ハロ、『機動戦士ガンダムSEED』でアスラン・ザラが婚約者ラクス・クラインへ作ったハロ（ピンク・ハロとその他総数不明）。それ以降は『機動戦士ガンダム00』のロックオン・ストラトスの相方であるオレンジ・カラーのハロが登場している。初代ハロについてはこれといった標記はない。
ハロは作品ごとに色の他に大きさも様々であるが、運動会ではガンダム達の身長の倍以上もある巨大なタイプとそのバリエーションのサイコハロをガルマが呼び寄せた。また、実質的な最終回である大掃除ではかつてジャスティスが作った『5ミリハロ』が大量に発見されていた。
作中ではイージスガンダム=インフィニットジャスティスガンダムがハロ作りの匠イコール愛好家であり、分刻みで色違いを製作可能で、『ハロの雨』という降ハロ現象が起きて以降、劇中に登場するハロはほとんど彼の手製である。

### 『モビルスーツバリエーション(MSV)』シリーズより
ジョニー・ライデン（高機動型ザクR-2）
名前から勝手なイメージを作り出していたガンタンクに、イメージを壊したとして一方的に撃たれ、その後イメージ通りに英語で会話しようとするも、ガンタンクいわく「なんかムカつく」ということで再度撃たれる（作者いわく「自分のジョニー観にあきれ返りました」）。
また、キシリアが苦手なシャアに怒り、キシリアを必死に褒めようとしたが、どれも悪口にしか聞こえず、それを聞いていたキシリアに撃たれた。
「自分こそが本当の赤」と主張し、シャアを「たらこ色」と称した。
ジム・スナイパーカスタム
遠距離攻撃が得意。健康にかなり気を使っており、青汁のような飲み物を自分で作って飲むが、不味かったらしい。報酬の支払いは郵便振込で受け付けている。しかし、容姿は『機動戦士ガンダム 第08MS小隊』に登場するジム・スナイパーである。
ジュアッグ
独特な形の口や腕（ロケットランチャー）を持つことから、それらを用いて独特なチョコを作ることをシャアに期待されたが、普通の調理法で普通の形の美味しそうなチョコケーキを作ったため、ガッカリされた。ザクレロと同様、見かけで判断されることを嫌う。
アッグ
∀の穴掘り仲間。埋めた人を掘り起こす係。
アッグガイ
山岳コロニー「やまびこ」にあるイチゴ農園の経営者。結構商魂がたくましく、巨大凶暴イチゴに農園をメチャクチャにされてもめげずに品種改良と再導入を考える。
ゾゴック
夏祭りの夜店でブーメラン屋を出していた。無料で牛スジの煮込みをふるまってくれる。
ザク強行偵察型
文化祭の時に1コマだけ登場。ガイアガンダム（黒）にイカ焼きを勧めた。
ザク・フリッパー
文化祭の時に1コマだけ登場。ガイアガンダム（黒）におにぎりを勧めた。

### 『MS-X』より
バストライナー
第4回運動会のときにガンタンクにスタート用のピストル代わりに使われかけた。
スキウレ
じおんの移動大砲。ザクはこれを望遠鏡のようにのぞいていた。

### 『ジオニックフロント 機動戦士ガンダム0079』より
ガンダム6号機マドロック
重武装のガンダム。自分がなぜ6号機なのかよく分かっていないらしい。
本来の設定ではRX-78の2号機であるガンダムと3号機であるG-3ガンダムが、本作では同一人物であることと、4号機と5号機は『クロスボーン・ガンダム』と『ガンダムSEED ASTRY』と同じ角川書店の漫画のMSは扱えない理由で登場しないため、本当に6号機として別人である意味が分からなくなってしまっている。

### その他のキャラクター

#### フルカラーオリジナル
読者からの一般公募や、作者によって追加された原作に登場しない人物&組み合わせ。
サンダーガンダム
フルカラー300体目として商品化されたオリジナルのガンダム。デザイン原案は読者から募集された。ガンダムたちにドッキリ仕立ての歓迎をされた。
気性が比較的荒い性格だが、（GP01いわく）GP02と似た性格のようである。雷は出せないが、海に入ると他の人が感電する。足にタイヤがついているため、立ったままでも動ける。
武器は全身各所に固定装備されたガトリング砲らしいが、まだ発砲シーンはない。
RPG編ではアレックスに召喚される雷神として登場。「雷神」なので通常編と違い雷を出せる。
ザクザク7（セブン）
7体のザク系モビルスーツによる集団（作者いわく「山歩き同好会」）。全員機種が異なる（ザクII (指揮官機)、ザクキャノン、ザクタンク、サイコミュ高機動試験用ザク、アクト・ザク、宇宙用高機動型ザク、ザクIII）。ギャンの罠（すり鉢状の落とし穴）にはまって死にかけたシャアを助けに現れたが、やることはどこか間が抜けている。
紅白まんじゅう屋のおばちゃん
運動会で勝利したチームに配られる紅白まんじゅうを取り扱っている店のおばちゃん。「去年の残りの紅白まんじゅう」を注文された時はさすがに困っていたらしい。

#### 食べ物
キャラクターかどうかは謎であるが、特筆すべき食材（?）達。
うに坊パン
∀が2007年の干支である猪にちなんで製作したパン。猪の子供である可愛い「うり坊」（∀は間違えて「うに坊」と覚えている）の形をしている。しかし、食べにくい形状である上、中に特製のうにジャムが入っているため（「うに」坊から）、ひどく不味い。
巨大イチゴ
ゴッドとナタクがイチゴ狩りを勘違いしている（『狩る』という響きから、「獰猛なイチゴと戦う」ようなものだと考えていた）ことを聞いたマスターが、彼らの修行になると考えてギャンに依頼した結果生まれた巨大なイチゴ。特殊なマイクロチップをつけることで変異し、手足が生えて暴れ回る。
「まだ青かったのに食べられた」「練乳をかけられすぎて本来の味を消された」など、イチゴ独特の恨みをもってガンダムたちに襲い掛かった。
戦闘力はあまりないはずなのだが、戦っているゴッドガンダム達に「食べ物を大切にしなければならない」という呵責があったため、序盤はかなり苦戦していた。しかし「潰れたらジャムにして食べればいい」と機転を利かせたSEED三悪の一言をきっかけに次々に倒された。
斬られると赤い果汁が血のように大量に飛び散るため、その光景は中々スプラッタである。

#### 素晴しき方達
ボンボン誌面＋単行本の【外】からやってきた。
あずま勇輝
本作の作者（女性）。「裸足でゴキブリを踏み潰しても気にしなかった」というエピソードがアレックスの口から語られ、ガンダムに本気で嫌がられた。前述のように登場キャラクターが多いため、キャラの名前や外見を間違えたり、ラインナップに含まれるキャラクターを出し忘れることがたまにある。夏の日差しに弱く、夏の間はあまり外に出ない。単行本巻頭コメントによると、ドラゴンクエストシリーズは一度もプレイしたことがないらしい。作者でありながら、第2回・第3回誌上人気投票では「おもしろい」などの理由でTちゃんと共にトップ10入りしている。
大の犬好きで、Tちゃんによると犬がいないと仕事をしないらしい。現在はパピヨンを飼っている。
女性キャラも大好きで、描くことで心の洗濯をする。夏が来ると必ず水着を着た女性キャラを描かないと死んでしまうらしい。また、『SEED』のシャワーシーンに登場するキャラがほとんど男性ばかりだったことにかなり不満があったようである。
単行本末尾の自画像の画風が4巻から変わっている。
Tちゃん
作者のアシスタント。身長は170cm。漫画ではペンギンの姿で描かれる。締め切り間際でも平気で作者を寝かせようとする等、漫画家の敵とも言える行動を取ることがある。ミニチュア・ピンシャーを飼っており、漫画の製作現場に連れて来ている。
のしいかくん
作者が小学5～6年の時に夏休みの自由課題として作った人形。針金と粘土製。厚さ2cm未満で作者いわくチャームポイントは前のめりなこと。かなりの身内ネタだが読者ウケは良かったらしく、第2回誌上人気投票では4、5票獲得した。なお、現在は廃棄されて存在しない。
蚊取りブタ
作者があこがれているアイテム。ガンタンクも和んでいたが「どうぶつぎゃくたいだよ」と訴えた（焼き物なので問題はないが）。第3回誌上人気投票ではいくらか票を獲得している。

## 今までの登場舞台とイベント

### シナリオ
逆襲のシャア編
キュベレイがねおじおんの実権を通りすがりのシャアに譲ったことに端を発する。映画『機動戦士ガンダム 逆襲のシャア』の内容を、本作の世界観に変換しつつ大筋では忠実に描いている。
シャアが「この漫画で隕石を落としたくらいでは人は死なない」と言ったことや、ガンタンクの一撃でねおじおんがあっさり壊滅することで緊迫感が台無しになりかけたが、ガンダムとシャアの魂が三途の川まで行ってしまうなど、それなりにシリアスな展開。
戦隊ヒーロー編
倍増スペシャルでガンダムが企画したシナリオ。しかしガンダムが集めたメンバーをやる気にさせようとしてかけた催眠術に自分だけかかって眠ってしまい、その夢の内容が展開された（要は夢オチ）。
途中からガンダム編とシャア編に話が二分割されるが、ページ中で上下に二分されて掲載されるストーリーの中で、平気で（ページ中の）上下を行き来して他のストーリーに入り込むという、メタフィクション的な展開になった。
RPG編
ガンダム達をRPGのキャラクターに見立てたもの。ガンダムやシャアに夢オチ扱いされるが、実はガンダムが遊んでいるゲームの内容だった（最初は「FCクエスト」という名前だったが、途中から「SDガンダムフルカラーRPG」に名前が変わっている）。ガンダムいわく「すごいビミョーなゲーム」。ストーリーが数本にまたがって展開されている。攻略本も出ているが、あからさまに頼りすぎるとゲームキャラから制裁を喰らう。
無駄にやり込み精神が強いガンダムは、棒切れとまな板の盾という最弱の初期装備でクリアしたがっていたが途中で両方とも壊れてしまい、以降は文句を言いつつも普通の武器を使用している。またそのやり込み精神によって、ラスボス戦の時点でクリア推奨レベル50を遥かに上回る90以上までレベルを上げていた。
ゲーム内での通貨の単位である「G」は「ガンダム」の略らしく、それを聞いたアレックスは絶句してしまった。
このゲームの一本目の内容（第1話）が掲載された7巻では最後の話だけが入らずに8巻に入ってしまい、更にそのことに関して7巻カバー裏のオマケ漫画でガンダムが「一年待つほどの話でもない」と暴言を吐いていた。
最終章では、エクシアが放つ電波等が交じり合うことでガンダムやシャア達がゲームの世界に飛ばされてしまう。魔王シャアを倒すことで元の世界に戻れたが、ガンダム達はその間のことをほとんど覚えていない。
RPGリターンズ編
第11巻におまけとして掲載された上記RPG編の続編。ガンダム曰く『ケータイ版』らしい（単行本は携帯しやすいことから）。
魔王シャアを倒して平和が訪れたはずの世界に再び迫る危機に、勇者ガンダムたちが立ち向かうという物語のはずなのだが新たに魔王になったギャンの人望が皆無に近かったために魔物はあまり襲ってこない。その上続き物RPGのお約束でガンダムたちのLvは1、所持金や持ち物はゼロになってしまっていたため、経験値稼ぎや資金稼ぎに苦心することになった。
今回もガンダムはやり込み要素を重視し、初期装備は洗濯板と麺棒を選択。周囲のツッコミを『洗濯板は攻撃にも使えるし、洗濯もできるから』と論破するが麺棒の利用価値については絶句していた。今回は最後までこの装備のまま戦い抜いている。
前作の登場人物も多数登場し彼らの後日談が語られる。ゼータとダブルゼータが同じ『ゼータ一族』であることも明らかになり、二人の間でしか通じないテレパシー能力を披露する。
ギャンの（間の抜けた）ずるがしこさは健在で、勇者ガンダムを犯罪者として指名手配することで捕らえようとするが、『自称』ガンダムの勇者見習いエクシアが無理やり詰め掛けてきたことでその目論見はあっさり頓挫。しかたなくエクシアを洗脳しようとするも『粒子返し』によって無効化され、最終的にはエクシアとギャンの死闘で魔王の城が崩壊、勇者一行が何もしないうちに平和は守られた。
このオチに対しガンダムは激怒し、さらにシャアの『おまけなんてこんなものだろう』という発言にもキレていた。
SDガンダムフォース編
読み切りとして連載されたもの。ネオトピアでキャプテンガンダムやS.D.G.のメンバー、ダークアクシズがボケとツッコミを巻き起こす。※単行本未収録（ボンボン本誌付録の小冊子に連載された模様）
ブオーがいく!!
SD頑駄無 武者○伝の登場キャラであるブオーをメインに据えた番外編。単行本5巻に収録されている。

### 地域
コロニー
漫画の主な舞台（逆に地球がメインになったことは連載初期くらいである）。
雪がたくさん積もったり、台風が吹いたりと結構地球に近い環境である。天候操作の費用の出所は不明。
キャンプなどに用いられる山岳コロニー『やまびこ』、海水浴などに用いられる海洋コロニー『しおさい』など様々な環境のものが存在し、用途に応じて使い分けられている。
第11巻でのデュナメスの発言より、やまびこにはデュナメスとジャスティスが作った『ハロ巻牧場』があることが明らかになっている。
三途の川
この世とあの世の境界にある川。
上記の「逆襲のシャア編」で死にかけたガンダムとシャアがここにたどり着いたが、ララァの導きによってこの世に戻って来られた（途中で二人が勝手に寄り道したため、魂だけの状態のまま過去の世界に紛れ込んでしまうというハプニングが発生）。シャイニングガンダムも修行中に重傷を負い、たどり着いたことがあるが、こちらはマスターガンダムがお客様センターで呼び出しをかけたために無事生還している。
学校
ガンダムとシャアが、文化祭だけのために二人だけ（？）で造りあげた建造物。即席のため2階までしかないが、一通りの設備（屋上、体育館、校庭、プール）は揃っている。
文化祭以降しばらく使い道がなかったが、マークIIの提案で第7回運動会の会場として利用された。

### イベント
運動会
ほぼ毎年秋に行われる年中行事（2004年は代わりに下記の文化祭が開催された。第7回（2005年）は春に開催）。しかし、様々な理由により大抵まともに終わらない。
その中でも最後まで終えることができたのは第6回大会（ゲイツが陰謀を仕掛けていたが）と第7回大会（男女対抗戦）のみである。第4回大会も競技自体は1つだけだったが結果はともかくとして一応終了している。
第8回大会（犬運動会）は例年と趣旨が異なり、単に動物と一緒に運動して楽しむ内容だった。
勝利したチームに賞品が配られることがある。第2回大会はノートと鉛筆が、第3回大会はそれらと紅白まんじゅうも、第4回大会はさらに中止になった第3回の分の紅白まんじゅうも賞品となった。
文化祭
6年連続で運動会をやって飽きたガンダムとシャアが即席の学校を建てて主催した。
途中で女性モビルスーツの大半が姿を消す事件が起きたが、アレックスとララァがミスコンを開催するという提案を出し、無事終了した。
キャンプ
ストライクガンダムの歓迎会も兼ねて、キャンプコロニー「やまびこ」で行われた。偶然同じ場所でキャンプをしていたざふとの面々が合流したり、ストライク・イージス・デュエルがいつの間にかパワーアップしていたり、ステイメンのハロがラクスのハロと入れ替わっていたりといろんなことが起こったがこちらも無事に終了した。
人気投票
ボンボン誌上で不定期に行われる。第1回の結果は漫画に1ページしか掲載されていないが、第2回以降は1話分を全部使って結果発表が行われる。
大掃除
2009年9月の『テレまんがヒーローズ』に掲載されたフルカラー劇場TM、ひいてはフルカラー劇場全体の実質的な最終回(第11巻のおまけを除く)で行われたホワイトベースの大掃除。えぅーごからそれ・びーまでこれまでの居候たちが総登場し、にぎやかなものとなった。きれいになったホワイトベースを前に、今度はどんな居候がやってくるのか期待しながら歩き出すガンダムたちのカットで本編は終わる…かと思いきや次ページには『RPGリターンズ編』をほのめかす勇者姿のガンダムによる予告が行われた（『テレまんがヒーローズ』掲載版ではその次のページで第11巻発売告知がなされ、第11巻掲載版ではその次のページからRPGリターンズ編が始まる）。